# SEAT
Sociedad Española de Automóviles de Turismo, zkráceně SEAT, volně přeloženo: Španělská společnost pro výrobu osobních automobilů, je původní název španělské automobilky, kterou 9. května 1950 založil již neexistující Státní ústav průmyslu.
V roce 1986 získal německý koncern Volkswagen většinový podíl ve společnosti a v současné době je SEAT jeho dceřinou společností, stejně jako například Škoda. Společnost SEAT vlastní v rámci koncernu řadu dceřiných společností (skupina SEAT), které zajišťují služby pro vlastní značku, např. FISEAT (finanční společnost), LISEAT, Seguri-SEAT, Servi-SEAT a SEAT Sport, přičemž SEAT S.A. je mateřskou společností.
SEAT je jediná společnost, která navrhuje, vyvíjí, vyrábí a prodává automobily ve Španělsku. Ústředí společnosti SEAT S.A. se nachází v průmyslovém komplexu v Martorell (Barcelona) ve Španělsku, kde bylo v roce 2018 vyrobeno více než 470 000 vozidel značky SEAT a Audi. V roce 2018 prodala společnost SEAT více než 517 000 vozidel. Společnost vyváží 80 % vyráběných vozidel a je zastoupena ve více než 80 zemích prostřednictvím sítě 1 700 autorizovaných prodejců. V roce 2018 založila společnost SEAT svoji první specializovanou značku CUPRA (dceřiná společnost SEAT CUPRA, S.A.U.) s vlastním logem a zaměřením na sportovní automobily. Taktéž vytvořila společnost 'XMOBA Ventures', která vyvíjí nová řešení pro mobilitu ve velkých městech. SEAT následně převzal společnost Respiro, jež poskytuje služby sdílení vozidel. Firma Respiro byla organizačně začleněna do společnosti XMOBA.

## Historie

### Vznik
Španělská vláda vydala 7. června 1949 nařízení, na jehož základě pověřila Státní ústav průmyslu (INI) k zřízení společnosti na výrobu automobilů. SEAT (Sociedad Española de Automóviles de Turismo – Španělská společnost na výrobu osobních automobilů) byla založena v roce 1950 Státním ústavem průmyslu (INI) s cílem motorizovat Španělsko v poválečném období, a to prostřednictvím licencované výroby automobilů italské značky Fiat. Společnost měla základní jmění 600 milionů peset. Státnímu ústavu průmyslu INI náleželo 51 % akcií, španělské bance 42 % a zbývajících 7 % společnosti Fiat. Přední výrobce automobilů v Itálii byl navíc poskytovatelem technologií.
SEAT zahájil průmyslovou činnost ve výrobním závodě Zona Franca v Barceloně. Výroba byla spuštěna v květnu 1953 a prvním produktem byl SEAT 1400, přímo odvozený od modelu Fiat 1400 z roku 1950. Populární SEAT 600 byl uveden na trh v červnu 1957 za cenu 65 000 peset, která se v následujících letech snižovala.
Název „SEAT“ je složeninou z počátečních písmen názvu Sociedad Española de Automóviles de Turismo (Španělská společnost pro výrobu osobních automobilů) a byl vybrán tak, aby se jeho výslovnost i způsob psaní podobaly automobilce Fiat (zkratka Fabbrica Italiana Automobili Torino). V souladu se zvyklostmi oné doby byl tím kladen důraz na národní původ vozidel, která se ve všech ostatních aspektech podobala svým italským vzorům. Prvním generálním ředitelem byl José Ortiz Echagüe, zakládající inženýr CASA, s nímž spolupracovali tři náměstci ředitele: Luis Villar Molina, Luis Ramírez Arroyo a Vicente Fernández-Urrutia. Španělský stát si ponechal významný podíl ve společnosti prostřednictvím INI. FIAT v roce 1980 svůj podíl ve společnosti prodal. V roce 1986 získal většinu akcií španělského státu ve společnosti SEAT koncern Volkswagen, a postupně se stal jediným akcionářem.

### Předcházející okolnosti
Zájem společnosti Fiat o španělský trh vznikl po získání guadalajarského závodu značky Hispano-Suiza v La Hispano, jejíž mateřská společnost se musela oddělit na krátké období během tzv. druhé republiky. V tomto výrobním závodě se vyráběly vozy Fiat 514, v letech 1931 až 1935 také ve španělské verzi Hispano-514. Po občanské válce, v roce 1940, vznikla Iberská společnost pro výrobu osobních vozidel SIAT (Sociedad Ibérica de Automóviles de Turismo), v níž taktéž působila společnost Fiat jako technologický partner (všimněte si podobnosti názvů) spolu se soukromou bankou (Banco Urquijo) a průmyslovou skupinou zahrnující Hispano-Suiza. Společnost však nezačala vyrábět žádné modely, neboť ministerstvo průmyslu podmínilo spuštění výroby účastí státu, což bylo možné až po zřízení INI v roce 1941. Nakonec INI koupil společnost Hispano-Suiza za účelem její integrace do jiného státního podniku, ENASA, který byl založen několik let předtím, přestože do té doby disponibilní odborníci firmy Hispano-Suiza se stali zaměstnanci firmy SEAT v Zona Franca.
Za účelem motorizace země, jejíž vozidlový park se snížil o 40 % oproti předválečnému stavu, byly současně schváleny soukromé kapitálové společnosti vyrábějící automobily se zahraniční technologií, např. FASA, Citroën Hispania, Authi nebo Metalúrgica de Santa Ana, přičemž tyto ojedinělé iniciativy v oblasti výroby automobilů se španělskou účastí patří nenávratně minulosti.

### Historické modely
Počáteční myšlenka výroby modelu Fiat 1100 byla zavržena. Prvním modelem se stal 1400, který byl vyráběn v široké řadě verzí. Výroba tohoto modelu byla zahájena v roce 1953 a ukončena verzí C v roce 1960, v níž byla použita technika modelu 1400 B Especial, avšak ve „velké“ karoserii modelu Fiat 1800/2100. V roce 1963 došlo ke změně názvu poté, co byl použit moderní motor Fiat 1500. Tím vznikl populární model 1500. Tento typ navíc prošel menšími změnami přední části.

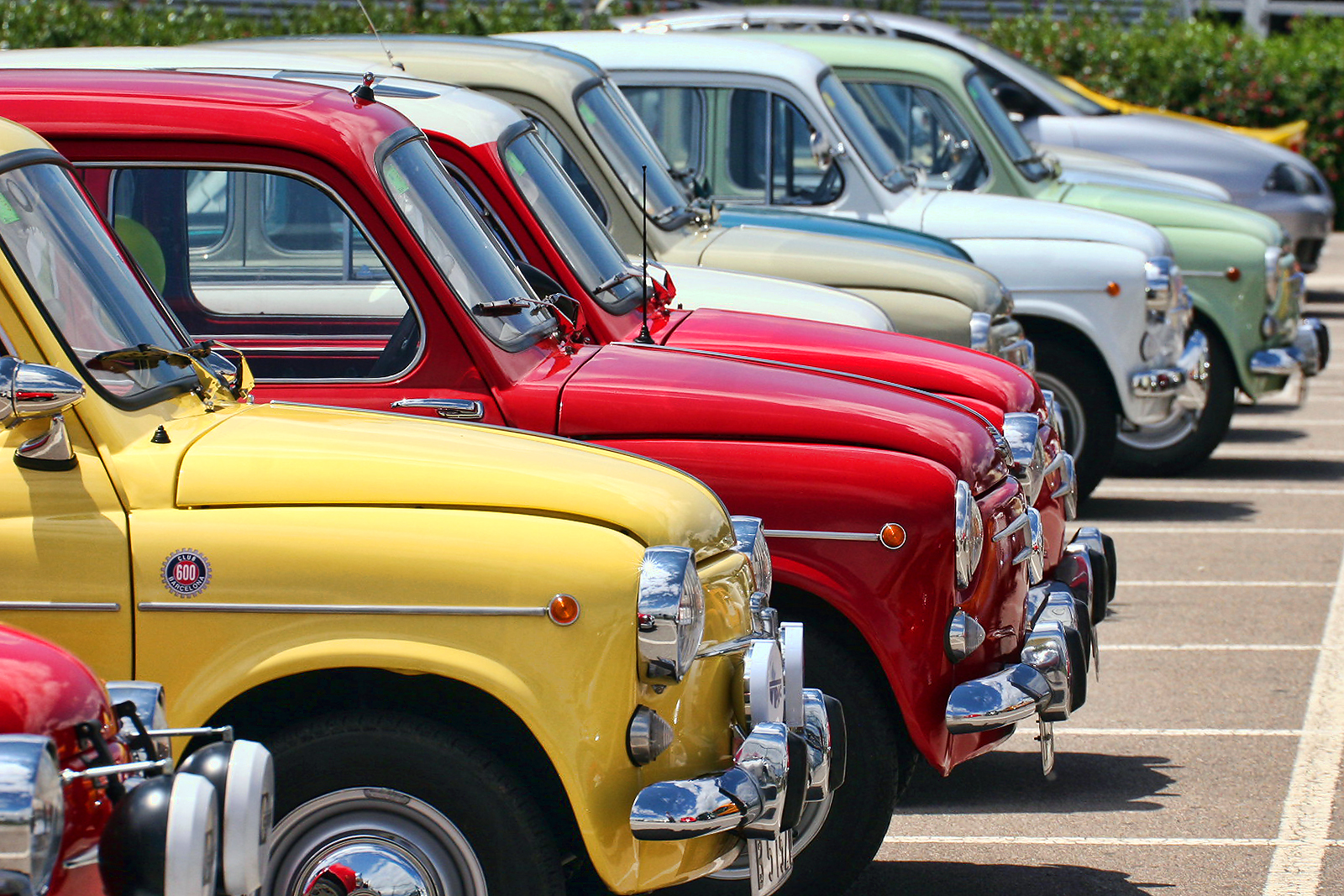
SEAT 600.
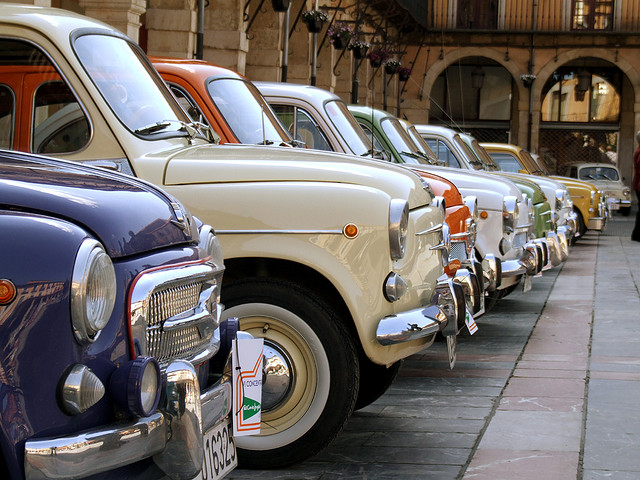
SEAT 1400 a 600.
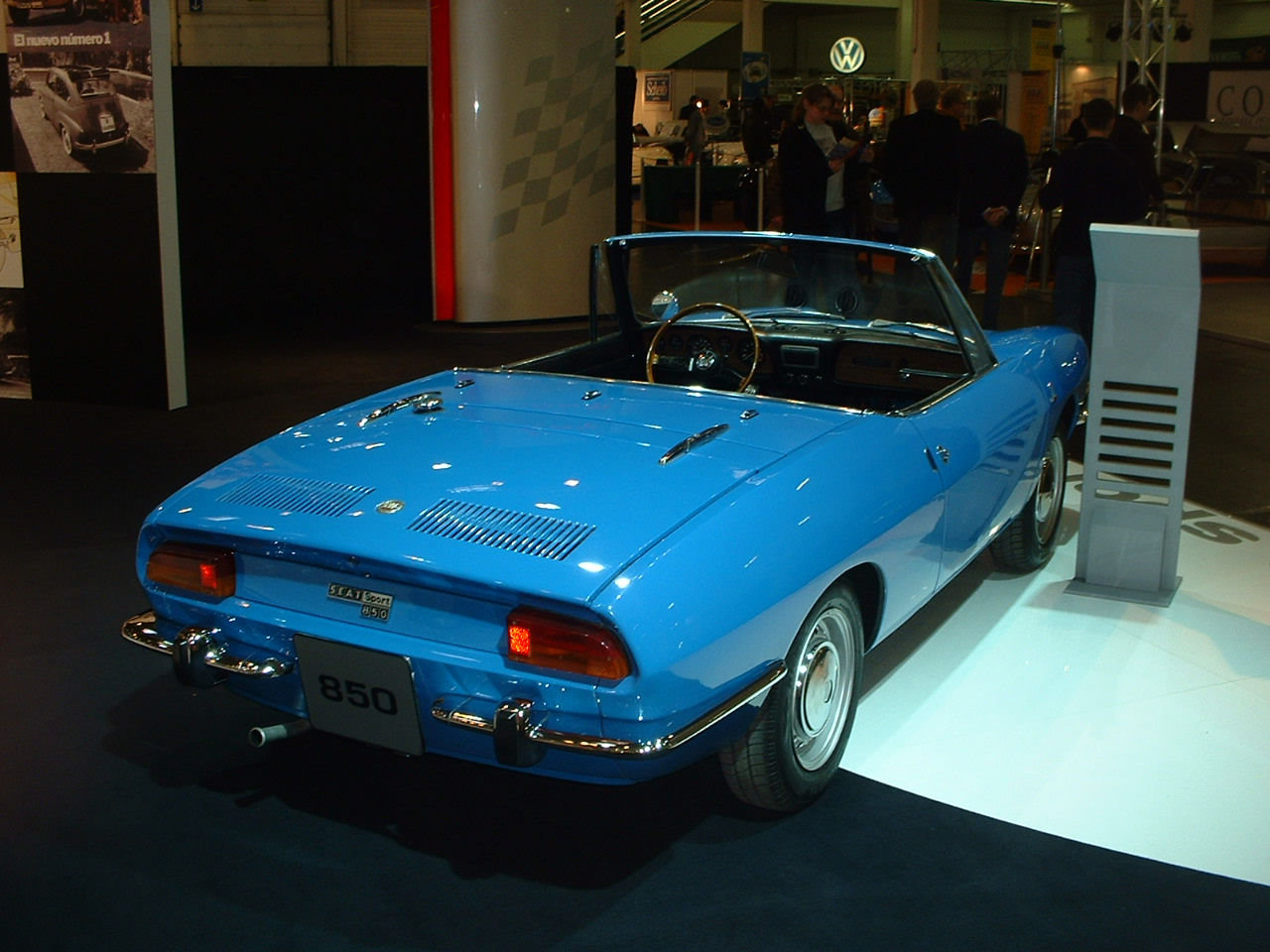
SEAT 850 Sport, populární "Spider".
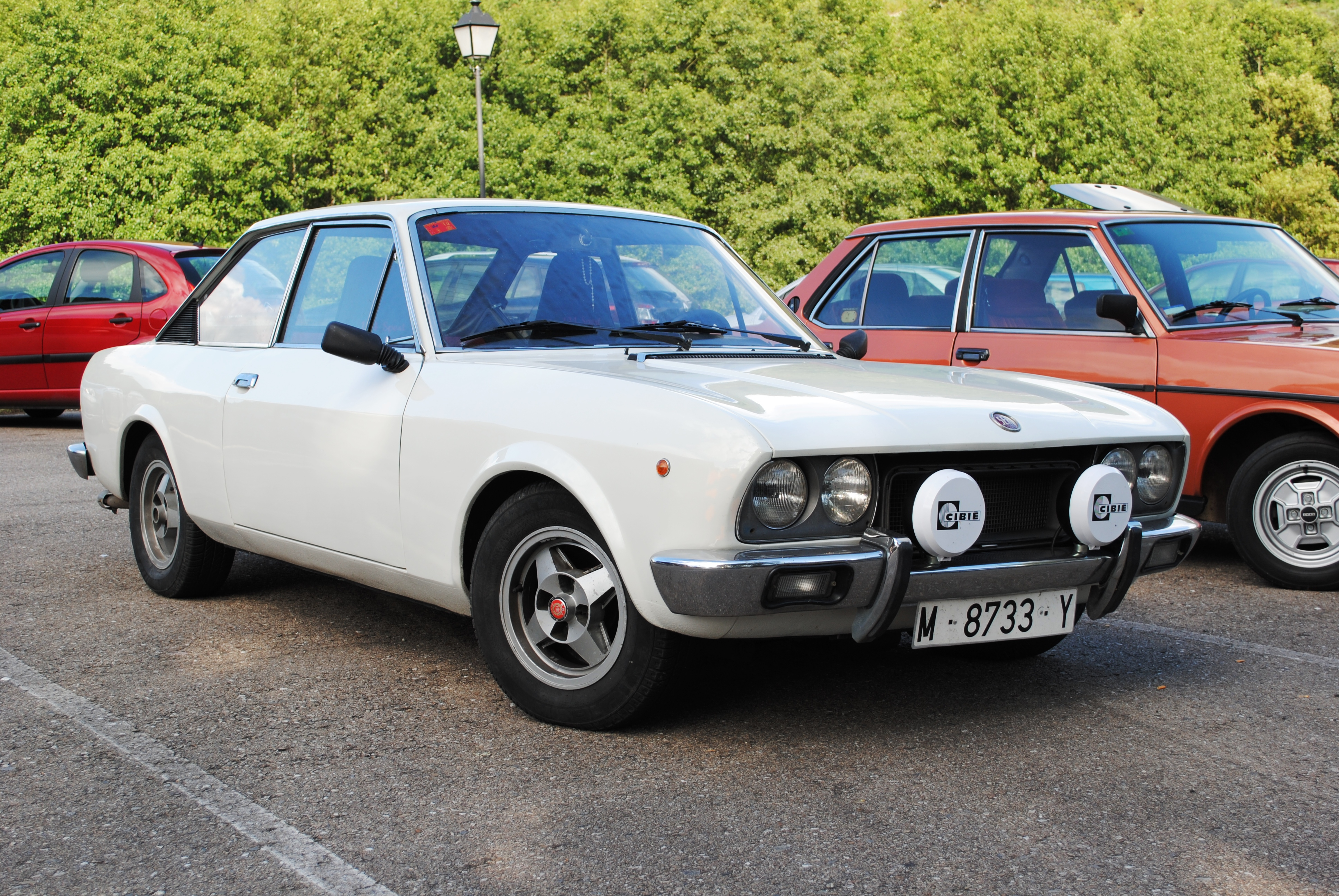
SEAT 124 Sport.

Druhý model, který vznikl v Zona Franca byl 600. Byl to nejvýraznější model značky SEAT. Jeho výroba byla zahájena v roce 1957 a ukončena v létě roku 1973, vyrobilo se přibližně 800 000 vozů. Měl značný podíl na procesu motorizace španělské střední třídy. Vyráběly se verze N, D, E, L Especial a další varianty, např. čtyřdveřová verze nazývaná 800. Model 1500 byl v šedesátých letech opravdovým znakem luxusu. Verze se vznětovými motory nesly označení SEAT 1800 D a SEAT 2000 D. V roce 1966 se objevil model 850, který byl vylepšenou verzí italského modelu 600 (lepší výbava, vyšší výkony a spolehlivost, atd.). I tento model se dočkal velkého rozšíření. Ve Španělsku se dokonce vyráběla exkluzivní čtyřdveřová verze, a to se dvěma délkami karoserie. Po „krátké“ variantě (vyrobilo se pouze 417 vozů) následovala „dlouhá“, která byla mnohem úspěšnější. Navíc byly představeny také sportovní verze SEAT 850 Coupé, 850 Sport Coupé a 850 Sport. Na základě poslední uvedené varianty vznikl model Spider se skládací střechou.
Po modelu 850 následoval v roce 1968 z Itálie model 124, Evropské auto roku, který se stal jedním z milníků nejen v historii značky SEAT, ale i ve světě španělských motorů. Díky svému motoru o objemu 1197 cm³, výkonu 60 k, maximální rychlosti více než 140 km/h a velké karoserii se stal prvním španělským skutečně rodinným vozem. Kromě toho byla nabízena také karoserie kombi, která si získala velkou oblibu u zákazníků z venkova. Díky velkému úspěchu byl model 124 vyráběn 12 let, ve dvou hlavních etapách s kruhovými světlomety v letech 1968 až 1975 a druhá varianta s čtyřhrannými světlomety Pamplona v letech 1975 až 1980). Tento model se stal základem pro další modely, např. 1430, který se objevil v roce 1969, v segmentu nad modelem 124. Jeho motor o objemu 1438 cm³ měl výkon 70 k. Taktéž byly vyráběny sportovnější verze 124 Sport, s dvoudveřovou karoserií a motory 1600 a 1800 se dvěma vačkovými hřídeli v hlavě válců (DOHC). Tento model byl výrazem stylu své doby.
Rok 1973 byl pro SEAT velmi významný. Byl to rok, kdy vznikl motor motor Perkins, který znamenal mnohonásobný úspěch této značky. Měl dvě základní verze: 1600 a 1800. Model 132, nabízený s oběma motory, poprvé ve Španělsku nahradil typ 1500 a do roku 1980 byl nejluxusnějším automobilem společnosti SEAT. Posléze přicházely další verze, např. 2000, což byla ve své době nejvyšší nabízená varianta motoru. V roce 1972 nastal další významný okamžik v historii společnosti SEAT, a to díky premiéře modelu 127 (1972 - 1985), prvního vozu této značky s pohonem předních kol. Vyráběly se tři různé řady, z nichž poslední (modernizovaná) byla „Fura" a „Fura Dos", určená na vývoz, která byla k dispozici také ve verzi „Crono“, jež se vyznačovala vysokým výkonem vynikajícího motoru 1430. Společnost SEAT vybudovala v Galacii specifický závod Indugasa na výrobu homokinetických kloubů pro pohon předních kol. Kapitálově se na tomto výrobním závodě podílela také společnost Citroën Hispania. Model 127 měl na rozdíl od italského vzoru také čtyřdveřovou verzi, navrženou ve Španělsku, která se vyvážela ve velkých počtech.
V roce 1974, rok před ukončením výroby modelů 850 a 600 (u toho posledního z důvodu nutnosti modernizace opotřebovaných výrobních strojů, přičemž předpokládaný výtěžek z prodeje modelu 600 by náklady na tuto modernizaci nepokryl), která znatelně klesala, byl na trh uveden model 133. Od samého začátku zřejmě neodpovídající úrovně, což však nebyl pravý důvod jeho neúspěchu hlavně mezi nostalgiky a milovníky „všeho minulého“. Byl to model, který se vyvážel jako FIAT a vyráběl se také v Argentině a Egyptě. V roce 1975 byl představen model 131, který nahradil populární model 1430, a vyráběl se do roku 1982. SEAT 131 položil další milník. Zákazníci měli v té době na výběr sedany různých rozměrů, od středně velkého modelu 124 Pamplona přes model 131 vyšší úrovně až po vrcholný model 132. V této době již skončila živelná fáze motorizace Španělska, v níž se zákazníci museli zapisovat do pořadníku a čekat několik měsíců na přidělení modelu SEAT 600.
V roce 1979 se objevil model „Ritmo“, s moderní konstrukcí a v roce 1982 byl nahrazen modelem „Ronda“, který vyvolal spory se společností FIAT. Japonská společnost Honda zažalovala SEAT za podobnost názvu s její vlastní značkou. Byla uzavřena obchodní dohoda, na jejímž základě společnost SEAT ukončila výrobu modelu Ronda v roce 1986 bez jakékoli intervence ze strany společnosti Honda do jeho prodeje.
V roce 1979 zahájila společnost SEAT také výrobu automobilů Lancia Beta ve verzích Coupé a liftbackl HPE, v tehdejším výrobním závodu v Landaben (Pamplona). Vozy byly vybaveny dvoulitrovým motorem z modelu 132, s poněkud nižším zdvihovým objemem oproti původní italské verzi, a to z daňových důvodů. Jednalo se o moderní nástupce modelu 124 Sport s pohonem zadních kol a tuhou zadní nápravou, již vybavené pohonem předních kol a nezávislým zavěšením všech kol.
V roce 1976 se objevil model 1.200 Sport a později i jeho výkonnější verze – 1430 Sport. Oba modely se zapsaly do historie přezdívkou SEAT Bocanegra. Byl to sportovní vůz s podvozkem modelu 127 a mechanickými komponenty modelu 124, jehož koncepci ve Španělsku vypracovala společnost Inducar. Nástup modelu 128 na jejich dobrou pověst nenavázal. Automobil vykazoval problémy se stabilitou, které negativně ovlivnily prodej, a dle jistého motoristického časopisu byly způsobeny tím, že při vyznačování otvorů určených pro ukotvení řízení a odpružení došlo k posuvu o 18 mm oproti původnímu inženýrskému návrhu, což způsobovalo podivné reakce v každodenním provozu. V roce 1980 nastoupil model Panda, který od roku 1986 pokračoval v úspěšném prodeji pod názvem „Marbella“, až do roku 1997. V roce 1984, nyní již s kapitálovou účastí společnosti Volkswagen (zkratka VAG), byl na trh uveden model Ibiza, s širokou nabídkou nejmodernějších motorů System Porsche (1.2, 1.5 a 1.7) a jednou vznětovou variantou (1.7), původem od společnosti FIAT. Nějakou dobu se Ibiza prodávala souběžně s modelem Fura. Koncem roku 1984 následoval nový model „Málaga“- sedan, podobný modelu Ronda, který především v přední části vykazoval jistou podobnost s modelem Ibiza I, čímž vytvářel image značky. V roce 1991 přichází na trh model Toledo - první sedan se splývavou zádí od značky SEAT a první automobil, vyvinutý ve spolupráci s koncernem Volkswagen. Toledo přejalo různé prvky, počínaje platformou, detaily, jako je vybavení přístroji, a konče využitím motorů od Volkswagenu, což znamenalo velký skok k lepší kvalitě a oživení značky.

### Spolupráce s karosárnami
Společnost SEAT uzavřela spolupráci s četnými výrobci karoserií, kteří se zabývali úpravami a přestavbami různých modelů SEAT. Některé z nich zůstaly jako limitované edice, jiné byly vyrobeny pouze v jediném exempláři nebo zůstaly ve stádiu prototypu.
- Siata Española S.A.: Tarragonská společnost Siata Española vyvíjela především speciální karoserie pro společnost SEAT, některé pod italskou licencí, jiné na základě vlastního návrhu. Z produkce, odvozené od modelu SEAT 600, lze zmínit typy s upravenými motory o zdvihovém objemu až 750 cm³ (vyšší výkon, díky novým pístům), model Siata Ampurias s karoserií notchback, Siata Turisa s karoseriemi kupé nebo spider, Siata Tarraco, čtyřmístný sportovní sedan s motory 750 cm³ nebo 850 cm³, a dvě užitkové verze se skříňovou karoserií - Formichetta a Siata Minivan.[10][9]
- Carrocerías Galobart: se sídlem v Barceloně, ve čtvrti Les Corts, vytvořila malý sportovní model SEAT 600 GABOR.
- Serra: Katalánský karosář Pedro Serra realizoval spoustu úprav vozidel SEAT, v roce 1959 byl představen kabriolet SEAT 1400 od Pedra Serry, SEAT 1400 C Sport Prototyp, SEAT 1400 Sedan, v roce 1960 SEAT 1400 A Sport Spider, SEAT 1400 Coupé, v roce 1961 SEAT 600 Cabriolet, v roce 1967 SEAT 600 Speedwell Coupe, v roce 1971 na autosalonu v Barceloně SEAT 1430 Cabrio a SEAT 1430 Coupé, v roce 1972 SEAT 124 Sport Cabrio, v roce 1973 1972 SEAT 124 Sport Coupé, 1972, SEAT 132 Serra, SEAT 1972 SEAT 127 Serra, atd. Ve společnosti Corver se také podílel na výrobě speciálních edicí modelů SEAT, jako např. SEAT 600 Corver Serra s limitovanou sérií 16 vozů (1964), 1500 Coupé s limitovanou edicí dvou vozů (1965), „SEAT 600-1000 Corver Cabriolet“ (1965) a nakonec pro autosalon v Barceloně v roce 1966 obdržel Serra od Corveru zakázku na výrobu prototypu kabrioletu se skládací střechou na podvozku modelu SEAT 600 s vylepšenými mechanickými komponenty.[11]
- DDauto: (Desarrollo de Automoción) upravila některé modely značky SEAT, jako je 124 DDauto, 1430 Especial 1800 DDauto, a 127 DDauto, a vylepšila jejich sportovní vlastnosti.
- Costa: Společnost Carrocerías Costa de Tarrasa se věnovala karoseriím pro nákladní vozidla a výrobě trojkolových motorových vozidel za podpory společnosti SEAT. Na začátku šedesátých let se veškeré úsilí soustředilo na přestavby modelu SEAT 600 na SEAT 800 a modelu SEAT 850 na čtyřdveřový sedan. Tato společnost již samostatně vyráběla lehké užitkové vozy SEAT Costa, které se podobaly modelu Formichetta de Siata, i když s jistými odlišnostmi (výška karoserie, otvírání kapoty a další menší detaily). Taktéž vyráběli model 1500 Coupé, což byla dvoudveřová verze běžného sedanu.

V roce 1972, již pod názvem INDUCAR, byl navržen model SEAT 1200 Sport. Společnost INDUCAR měla také velký projekt, model 1430 Coupé INDUCAR, což byla dvoudveřová verze zmíněného modelu, kterou nakonec firma SEAT zamítla.

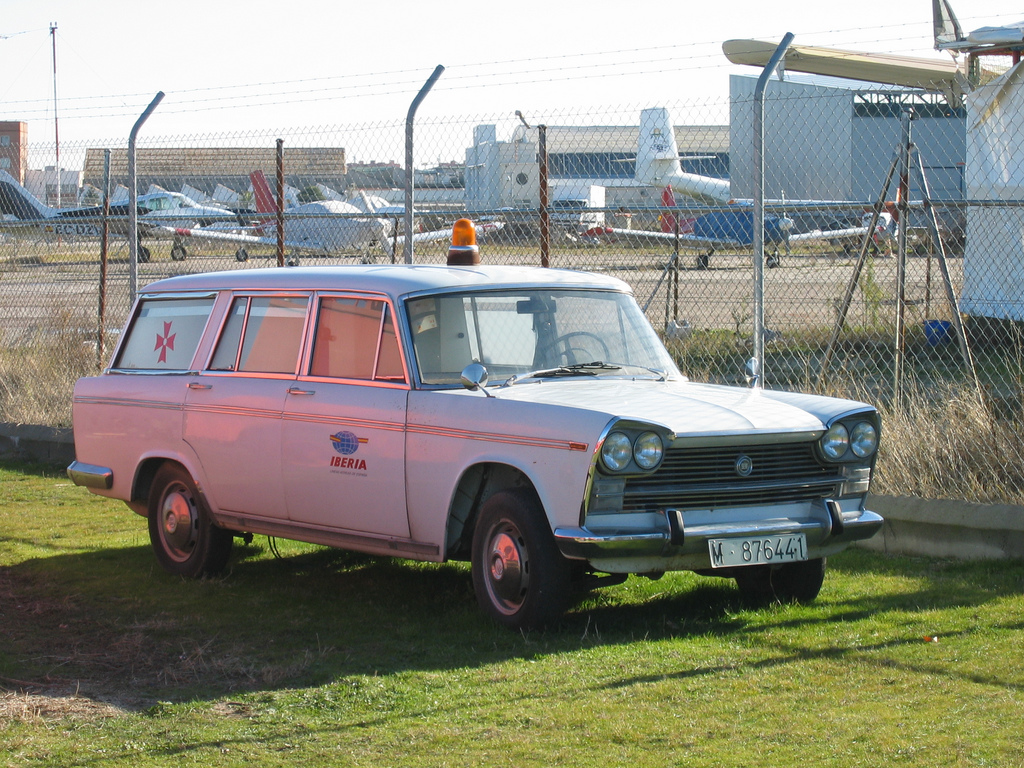
SEAT 1500 adaptovaná pro ambulanci
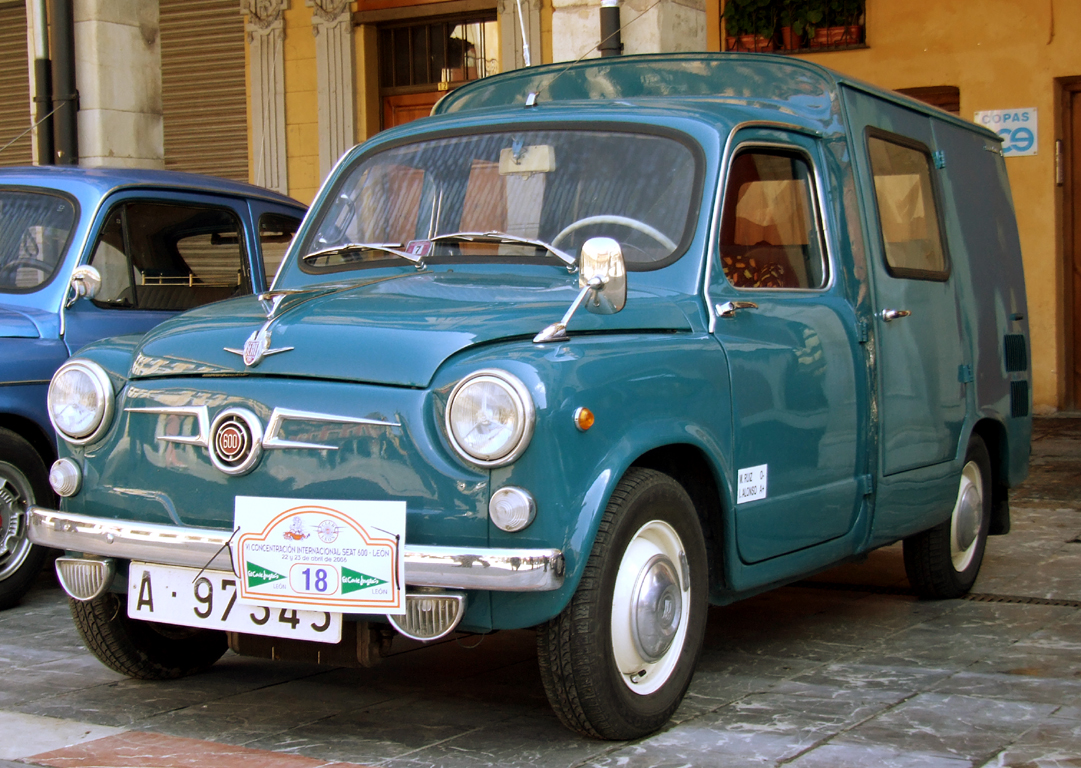
SEAT Fugonata
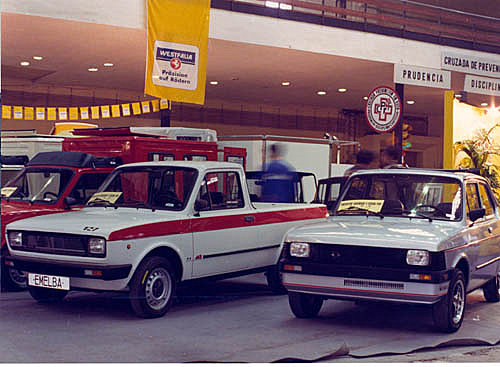
SEAT Emelba 127 Pick Up a Elba
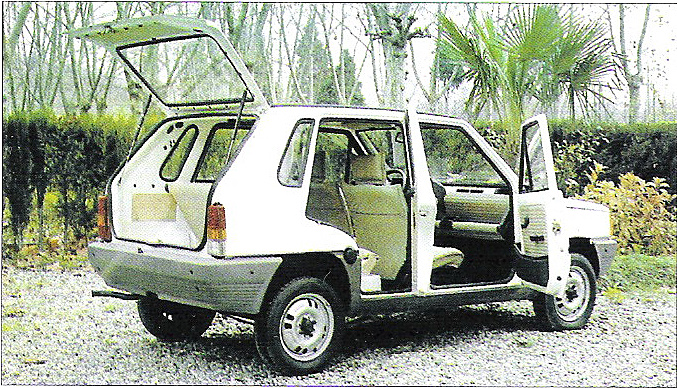
SEAT Panda Emelba 5

## Odchod společnosti FIAT a kapitálový vstup koncernu Volkswagen

### Dohoda o výrobě
Po překonání mezinárodní izolace následkem občanské války začalo ve Španělsku období industrializace, nazývané jako přechod k soběstačnosti, během něhož vznikaly státní podniky na výstavbu investičních celků ve Španělsku s maximálním využitím komponentů tuzemské výroby.
V tomto kontextu vznikl SEAT a ENASA, jejichž cílem bylo zajištění dodávek osobních i nákladních automobilů na obnovu zastaralého vozidlového parku, který přežíval kvůli slabému dovozu, na který chyběly devizy. Počet vozidel poklesl za dobu občanské války o 40 %.
Pro založení výrobce automobilů byla vytvořena společnost, v níž většina akcií patřila INI a španělské bance. Společnost FIAT vlastnila 7 % na základě přístupu, který FIAT hojně uplatňoval: tzv.„accordi di fabbricazione“.
Společnost FIAT v těchto dohodách vystupovala jako „technologický společník“, nicméně coby akcionář měla jen velmi omezený až nulový vliv na tyto společnosti (přestože ve společnosti SEAT vlastnila dokonce 37%), které byly řízeny autoritářskými vládami (Španělsko, Turecko a Jižní Korea) nebo plánovanou ekonomiku (Sovětský svaz, Polsko a Jugoslávie).
Dohody se měnily v souladu s přechodem země od uzavřené ekonomiky k vyspělé otevřené ekonomice. INI na základě dohod z let 1967 a 1970 dosáhl prostřednictvím navýšení podílu společnosti FIAT a daňových úlev dvou strategických cílů: povolení k vývozu a samostatnost pro úpravy modelů FIAT v založeném Technickém centru Martorell, které vyvinulo modely SEAT 133 a SEAT 1200 Sport.
Tyto modely a především modely, vyráběné pro FIAT (exkluzivní čtyřdveřový 127 a rodinný 131, modely 600 a 850 po ukončení výroby v Itálii a modely 131 v Zona Franca doplňují modely z Mirafiori), umožnily uvolnění vývozu, který od poloviny sedmdesátých let dosahoval 20% produkce, díky ekonomické konjunktuře v Itálii a na základě Preferenční úmluvy s EHS. Vozidla, určená na vývoz, se prodávala prostřednictvím obchodní sítě FIAT a odpovídala specifikacím italské produkce, přestože se používalo logo „FIAT, costruzione SEAT“, odkazující na jejich původ.
Ve druhé polovině sedmdesátých let poznamenal další vývoj znatelný pokles prodeje (v roce 1974) v důsledku ropné krize. Za těchto podmínek, poté co severoamerická společnost General Motors oznámila svůj záměr získat aktiva společnosti Authi, ve stopách společnosti Ford, která za velmi výhodných podmínek získala povolení k výrobě modelu Ford Fiesta od roku 1976, proběhla akvizice závodu v Lanbadenu.
Vedení firmy SEAT se dohodlo se společností FIAT a španělskou vládou na pokračování v činnosti a zachování pracovních míst ze zaniklé společnosti Authi , tudíž se na španělský trh nemohli dostat další noví zájemci. To vše výměnou za to, že společnosti SEAT bylo umožněno stát se součástí skupiny FIAT, která vystupovala jako majoritní akcionář.

### Předběžná dohoda o integraci
Po nástupu demokracie ve Španělsku se ústav INI, který zdědil staré státní podniky, rozhodl prodat či uzavřít ztrátové veřejné podniky, v nichž společnost SEAT působila jen několik let. Tento proces se nazýval „průmyslová transformace“ a jeho účelem bylo přizpůsobit průmysl, vzniklý v šedesátých letech, průmyslu svobodného trhu, který by mohl přímo konkurovat zbytku Evropy.
V tomto prostředí bylo zahájeno vyjednávání plné politického napětí a tlaku, které mělo vést k tomu, aby společnost FIAT pokračovala s integrací značky. Zpočátku byla vzájemná spolupráce prospěšná pro obě strany. Od konce etapy přechodu k soběstačnosti se opět montovalo téměř 30 % komponentů italského původu a společnost SEAT vyráběla karoserie exkluzivně pro FIAT - „FIAT Fabricación SEAT“. Nicméně hospodářská situace země i samotné značky SEAT celý proces ztěžovala. Obnovení konkurence a nové produkty na trhu (především úspěšný model Ford Fiesta) způsobily významný pokles podílu značky SEAT na trhu, což rodina Agnelli, stojící za koncernem FIAT, již předem očekávala. Kromě toho politika stanovování cen v reakci na rychle rostoucí inflaci a na situaci v podniku s 32 000 zaměstnanci (s přebytečnými kapacitami v Lanbadenu), ve spojení s vykazovanými ztrátami ve výši cca 20 miliard peset, přivedly společnost SEAT k nutnosti reorganizace, což mělo za následek značné ekonomické i sociální dopady, které španělský stát nebyl ve fázi přechodu schopen sám zvládnout.
V důsledku toho byla podepsána v dubnu roku 1979 „předběžná dohoda o integraci“, na jejímž základě vedení přešlo firmy do rukou italských manažerů. Předpokládalo se brzké začlenění do skupiny FIAT, od června následujícího roku. V té době však již italský koncern procházel sám krizí, v níž hrály významnou roli odbory. V PCI, se proto zrodil nápad upustit ve společnosti FIAT od tradiční politiky licenčních dohod a přejít ke kapitálové investici do společnosti SEAT s cílem vyrábět mimo Itálii a EHS. To by znamenalo nebezpečí pro pracovní místa v Itálii i v mateřské společnosti. V důsledku nátlaku z Itálie nebyla budoucí integrace společnosti SEAT do koncernu FIAT schválena a trh se postupně stále více otevíral (Nissan již vstoupil do jednání se společností Motor Ibérica a v dubnu roku 1979 se autoriza finalmente la instalación de General Motors en Figueruelas), bylo konečně schváleno založení pobočky koncernu General Motors ve městě Figueruelas). Společnost FIAT se rozhodla odstoupit od závazků stanovených v předběžné dohodě a ohlásila, že ustupuje od záměru kapitálového vstupu do společnosti SEAT, odmítá vyplatit téměř 3 miliardy peset v rámci druhé vlny navýšení kapitálu, a prodává své akcie institutu INI za symbolickou cenu 1 peseta. Ve Španělsku to nazvali „vyřazením“ společnosti FIAT.

### Dohoda o spolupráci a žaloba na společnost FIAT
Jakmile společnost SEAT zůstala bez technologického partnera, neboť divize výzkumu a vývoje byla ve společnosti FIAT, začala španělská vláda vyhrožovat, že italský koncern zažaluje u Mezinárodního soudu v Paříži z důvodu neplnění předběžné dohody, a vyvíjela tlak na uzavření nové přátelské dohody se společností FIAT, aby mohla španělská značka nadále existovat a zamezilo se obchodní válce mezi oběma výrobci, kteří obchodovali se stejnými modely. Byla to takzvaná "dohoda o spolupráci".
Na základě této dohody přestala být společnost FIAT akcionářem a společnosti SEAT se snížily licenční poplatky za každé vozidlo vyrobené na základě licence. Co se týče technické, průmyslové a obchodní spolupráce, navázala dohoda, uzavřená do roku 1986, na předchozí smlouvy. Na španělském trhu mohla společnost SEAT nadále prodávat modely SEAT 127, SEAT Panda, SEAT Ritmo a SEAT 131, a na jejich základě i vyvíjet budoucí modely. Zároveň se začalo s budováním image samostatné značky zavedením nového loga ve tvaru písmene S s čarami uprostřed, jež symbolizují stopu pneumatiky (technický návrh připravila severoamerická konzultační společnost Landor Associates, která se snažila o moderní a dynamický styl). Logo používaly všechny modelové řady od roku 1982.
FIAT se zavázal, že bude na zahraniční trhy i nadále vyvážet vozy FIAT, vyrobené společností SEAT – především pětidveřový FIAT 127 a rodinný FIAT 131 – a to do roku 1985 (cca 100 000 automobilů v letech 1981 a 1982 a 60 000 během tří následujících let), zatímco od roku 1983 mohl SEAT vyvážet také „vlastní produkty, vyvinuté na základě vozů FIAT“, v rámci vlastní obchodní sítě. Byla to důležitá skutečnost, neboť společnost FIAT povolila značce SEAT prodávat pouze takové výrobky, které se odlišovaly od originálních vozů FIAT. Konkrétně se jednalo o bod 5.1. smlouvy, který se dlouho projednával v různých zněních a nakonec stanovil, že „za předpokladu, že SEAT přistoupí k přepracování modelů Ritmo, 127 a 131 formou restylingu jejich karoserie, s využitím mechanických soustav aktuálních modelů, na něž se vztahuje licence společnosti FIAT Auto, zmíněný restyling se bude týkat nejen součástí vnitřní a vnější výbavy, ale také významných vnějších částí“.
Společnost FIAT zažalovala SEAT, když se objevily fotografie katalogu modelu SEAT Ronda. Žaloba se soustředila na to, zda se jedná o změny „významné“, či „nevýznamné“. Panely karoserie nebyly nijak výrazně změněny. FIAT došel k závěru, že ze strany bylo možné rozpoznat původ vozu.
Nakonec plénum Mezinárodního rozhodčího soudu argumenty společnosti FIAT smetlo ze stolu a povolilo prodej modelu Ronda na celém světě. Definitivní argument byl model Ronda v tmavé barvě, u něhož byly všechny nové části nalakované žlutou barvou. Tím se podařilo soud přesvědčit o tom, že se skutečně jednalo o významné změny.

### Nový akcionář
Vedení firmy SEAT současně hledalo technologické partnery, oslovilo mimo jiné koncern Volkswagen a japonské značky, které měly zájem zakotvit v Evropě. Začala obchodní jednání se společnostmi Nissan a Mitsubishi, které však nechtěly zaručit budoucí nezávislost španělské značky. Hlavní činností se měla stát montáž vozidel pro jiné značky v segmentech, které by neohrozily prodej. Jednání s firmou Toyota se dokonce dostalo do tak pokročilého stadia, že motoristický tisk v roce 1981 oznamoval, že vrcholí jednání o zahájení montáže 10 000 vozů Toyota Corona a Toyota Cressida, coby konkurence modelů Renault 18, resp. Peugeot 505.
Nakonec Volkswagen veřejně oznámil, že má zájem o koupi společnosti SEAT na základě předběžných dohod o převodu technologie, které byly uzavřeny v roce 1982. První dohoda o dlouhodobé průmyslové a obchodní spolupráci (která zpočátku byla uzavřena na sedm let, s možností prodloužení na další tři roky) předpokládala finanční nezávislost, aniž by kterákoliv strana získala kapitálový podíl ve druhé společnosti. Závazky společnosti SEAT, vyplývající z této dohody, byly následující: SEAT musel od konce roku 1983 vyrábět celkem 120 000 vozidel Volkswagen ročně, z toho 30 000 vozů Passat/Santana a 90 000 vozidel Polo/Derby (tyto modely byly uvedeny na trh v polovině roku 1984).
V roce 1983 převzala společnost Volkswagen 49 % akcií společnosti SEAT. Španělský stát si ponechal zbývajících 51 %. Zanedlouho poté byla zahájena výroba modelů Volkswagen Santana a Volkswagen Passat v závodě Zona Franca (z montážních sad CKD) a Volkswagen Polo v závodě Landaben (Pamplona), kde se dříve vyráběly modely Authi a posléze SEAT 124 a Lancia Beta kupé a HPE a SEAT Panda, čímž byl vyřešen problém s přebytkem výrobní kapacity. Při riskantní koupi výrobního závodu Landaben se investovalo do nejmodernějších a nejvýkonnějších technologií. Volkswagen rozhodl vzhledem k sortimentu vyráběných modelů o převedení pamplonského závodu z majetku společnosti SEAT přímo do vlastnictví mateřské společnosti Volkswagen AG.
Společnost SEAT si ponechala výrobní závod Zona Franca a uzavřela oboustranně výhodnou dohodu o využití obchodní sítě společnosti SEAT.
Nakonec, v roce 1986, začal španělský stát snižovat svůj akciový podíl a postupně jej převáděl na společnost Volkswagen AG, která nejprve vlastnila 51 % akcií, a na konci uvedeného roku to bylo již 75 %.Volkswagen se tak stal majoritním akcionářem, který se mimo jiné zavázal podpořit výstavbu nového výrobního závodu pro značku SEAT. Slavnostní otevření závodu v Martorell, bylo naplánováno na rok 1993, tj. 7 let poté .
Rozhodnutí vlády Felipe González o podpoře prodeje přineslo společnosti SEAT finanční injekci ve výši 180 miliard peset, a poté byl prodán první balík akcií společnosti Volkswagen za 40 miliard peset

Jakýsi zdroj uvedl, že když Volkswagen koupil SEAT, vyjádřil FIAT svůj nesouhlas s tím, že za těchto podmínek by SEAT koupil i on. Později došlo k prodeji značky užitkových vozidel Pegaso a příslušných výrobních závodů divizi užitkových vozidel koncernu FIAT, Iveco. Na rozdíl od své konkurence, soukromé společnosti Barreiros (ziskové), byla dlouhodobě ve ztrátě. 

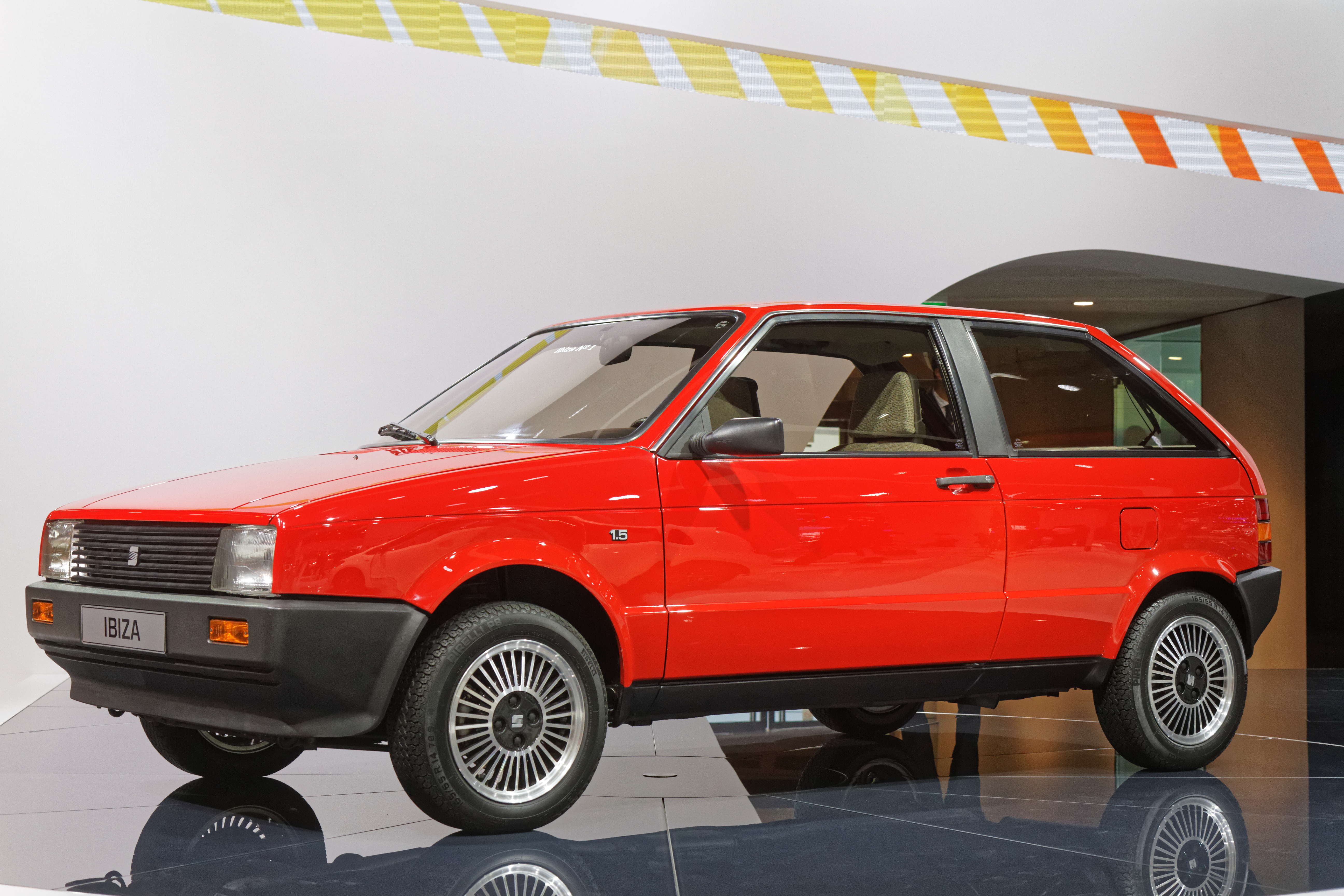
První SEAT Ibiza
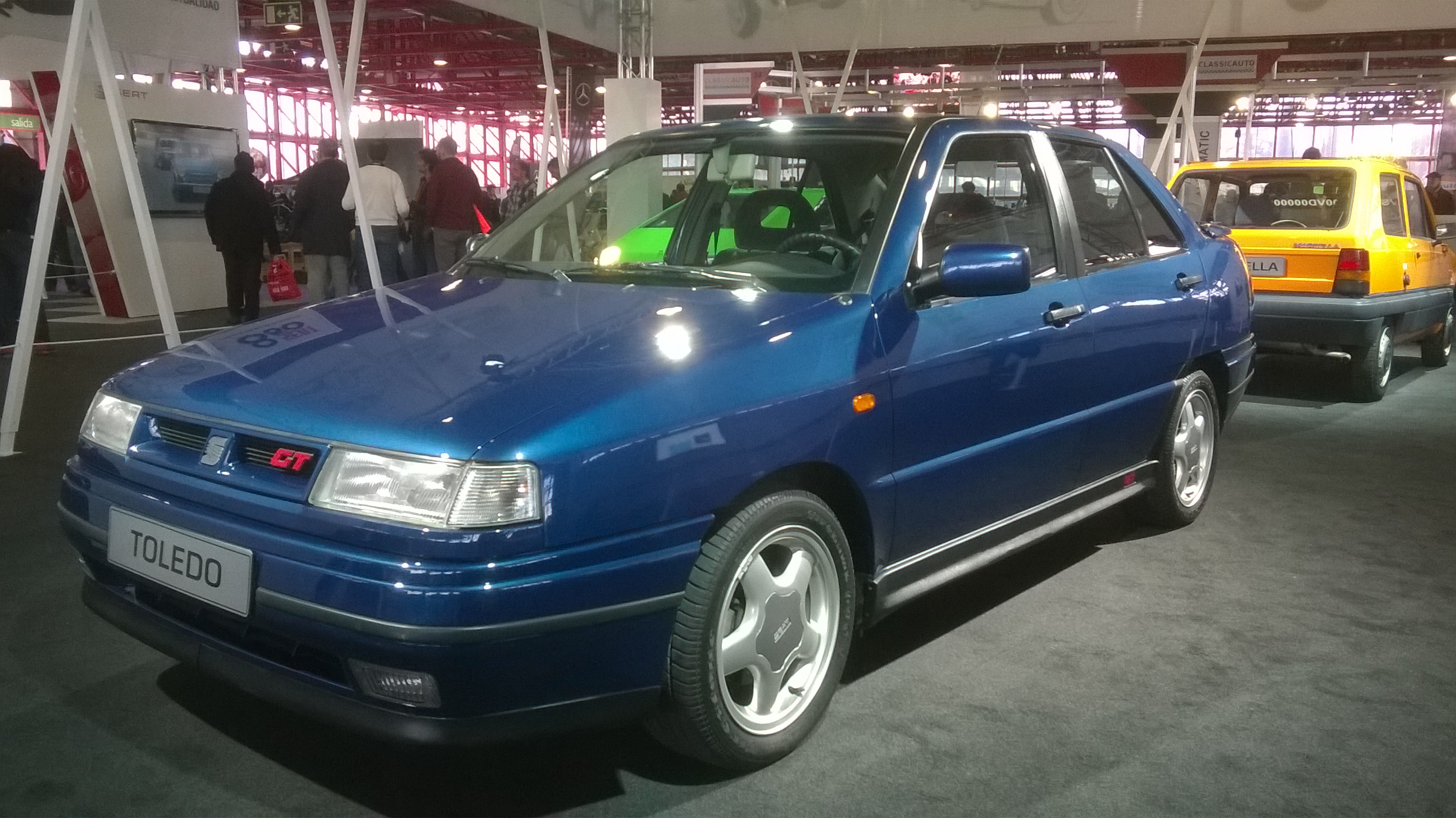
SEAT Toledo GT 1L 1995
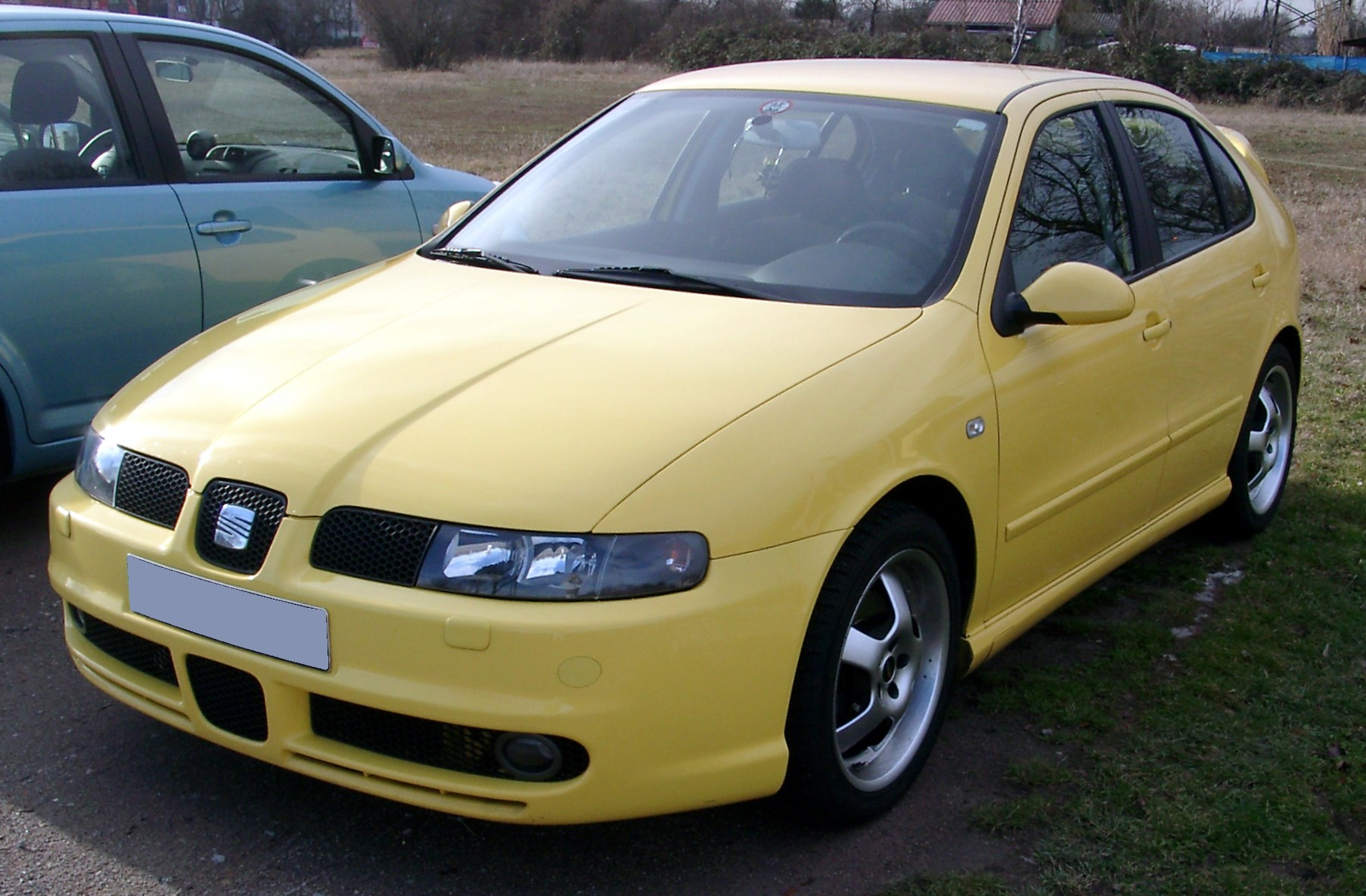
SEAT Leon 1. generace
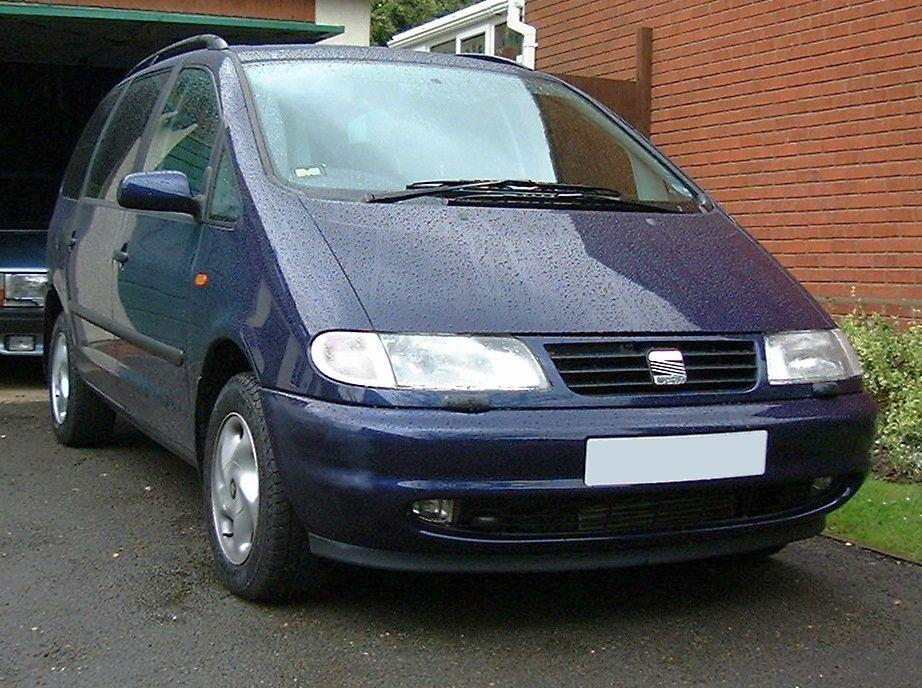
SEAT Alhambra se 7 místy

Modely SEAT, nazývané jako „přechodné“ (SEAT Málaga a SEAT Ibiza), nesdílely ještě mechanické části se svými „bratranci“ značky Volkswagen. SEAT na sebe vzal vysoké náklady na vývoj nové techniky (motory Systém Porsche). Vedení společnosti SEAT věřilo v možnost zachovat nezávislost značky tak, že si u firmy Porsche zajistilo vývoj vlastních motorů. Během tohoto procesu došli k následujícímu závěru: Pro zajištění minimálních nákladů bylo nutné zachovat rozteč válců motoru z modelu Fiat 124, aby se využily obráběcí stroje, které byly k dispozici. Dohoda se společností Volkswagen byla uzavřena až po zahájení vývoje nových motorů, a tak nebylo možné použít či adaptovat motory koncernu VAG. Nové motory SEAT byly velmi výkonné díky technologii společnosti Porsche, která je zkonstruovala a schválila použití označení „System Porsche“ u těchto motorů (což nepovolila v případě ruské značky Lada, jejíž motory taktéž zkonstruovala společnost Porsche).
Kromě motorů System Porsche v osmdesátých letech měla společnost SEAT rozpracovaný projekt s firmou Porsche, který se jmenoval Project 984. Z něho vzešly 2 modely, jeden pro Porsche a druhý pro SEAT, avšak z důvodu vysokých nákladů nebyla realizace možná.
Pod německým vedením dosáhl SEAT v roce 1988 zisku. Volkswagen se v roce 1990 stal vlastníkem 99,99 % akcií firmy SEAT, nicméně po otevření velkého a moderního závodu v Martorellu v roce 1993 opět vypukla krize. Nový závod se přitom vyznačoval vysokou výrobní kapacitou. V souvislosti s krizí v roce 1993 došlo k devalvaci španělské pesety. Náklady na nový závod (navržený a vybavený společností Volkswagen s vysokým podílem dalších německých firem na celkové realizaci) se náhle zvýšily o více než 30 %, čímž se společnost SEAT dostala do složité situace. Nicméně brzy se z ní dostala, díky novým modelům, jako je první generace modelu SEAT Toledo, který se v květnu 1993 stal nejprodávanějším vozem ve Španělsku, nebo druhá generace Ibizy – ikonického modelu značky, který byl velice úspěšný, stejně jako jeho varianty, např. SEAT Córdoba nebo SEAT Inca. Dne 26. září 1995 sjel z montážní linky SEAT s pořadovým číslem 10 000 000. Byl to vůz první generace modelové řady Toledo v provedení Marina, v granátově červené barvě.
Několik let poté zahájila společnost expanzi na nové trhy a také usilovala o trhy, na nichž již působila jako součást koncernu Volkswagen. SEAT nabízí automobily s jedinečným sportovním charakterem a v jednotlivých modelových řadách jsou k dispozici ještě exkluzivnější verze, např. sportovní FR (Formula Racing) nebo Cupra (Cup - Racing) , poskytující sportovní výkony nejvyšší úrovně.
V roce 2009 byly na trh uvedeny verze s označením Ecomotive. Společnost SEAT se tak snaží o výrobu motorů šetrnějších k životnímu prostředí, s nižšími emisemi CO2 Kromě toho se v nabídce objevily také modely na alternativní paliva, např. TGI na stlačený zemní plyn (CNG).
Dne 31. ledna 2018 společnost SEAT oficiálně oznámila, že pro modely CUPRA založí novou, samostatnou sportovní divizi, což jim přidá na exkluzivitě. Modely budou mít vlastní logo, které bylo představeno v den oznámení. První modelová řada CUPRA byla představena 22. února 2018.

### SEAT – nejen automobily
Značka SEAT nabízí rozmanitou řadu příslušenství a lifestylových doplňků. Součástí této nabídky jsou mimo jiné jednostopá vozidla – např. jízdní kola SEAT, která se od roku 2003 dostala do povědomí pod označením Bicicletas SEAT CUPRA (Jízdní kola SEAT CUPRA). Tato produktová řada zahrnovala různé verze, které byly průběžně modernizovány. V roce 2018 uvedl SEAT na trh elektrickou koloběžku eXS KickScooter. V roce 2019 představil SEAT nejprve městský elektromobil s názvem SEAT Minimó a později také koncept plně elektrického skútru SEAT e-Scooter Concept. Prodej těchto vozidel je plánován do budoucna.

## Infrastruktura
Skupina SEAT má více než 14 500 zaměstnanců ve třech výrobních závodech: Barcelona , El Prat de Llobregat y Martorell , kde se vyrábí Ibiza, Leon a Arona. Společnost také vyrábí modely Ateca a Toledo v České republice, řadu Alhambra Portugalsku, Mii na Slovensku a Tarraco v Německu montáž vozidel Arona a Ibiza probíhá v Alžírsku. SEAT má v současné době rozsáhlou infrastrukturu montážních závodů a různých oddělení:
- Závod Martorell: SEAT má v současné době výrobní závod v Martorell, což je průmyslové město s 30 000 obyvateli v provincii v Barceloně. Závod Martorell je jedním z nejmodernějších v Evropě a v roce 1993 jej slavnostně otevřel král Juan Carlos I. V roce 2018 bylo v tomto závodu vyrobeno 474 300 vozidel. ].[33] Do tohoto závodu byla převedena velká část výroby ze závodu v Zona Franca v Barceloně, v němž se vozy SEAT vyráběly od roku 1953 a který i v současnosti slouží mimo jiné k výrobě dílů karoserií (dveře a kapoty). Spojení se závodem v Martorellu je zajištěno vlakem, který do přepravuje komponenty.[34]

V jedné z hal původního výrobního závodu Zona Franca, konkrétně hala A-122, vzniklo Muzeum SEAT, v němž společnost SEAT uchovává a restauruje svá historická vozidla, koncepční vozy a prototypy vozidel, ale také závodní vozy.

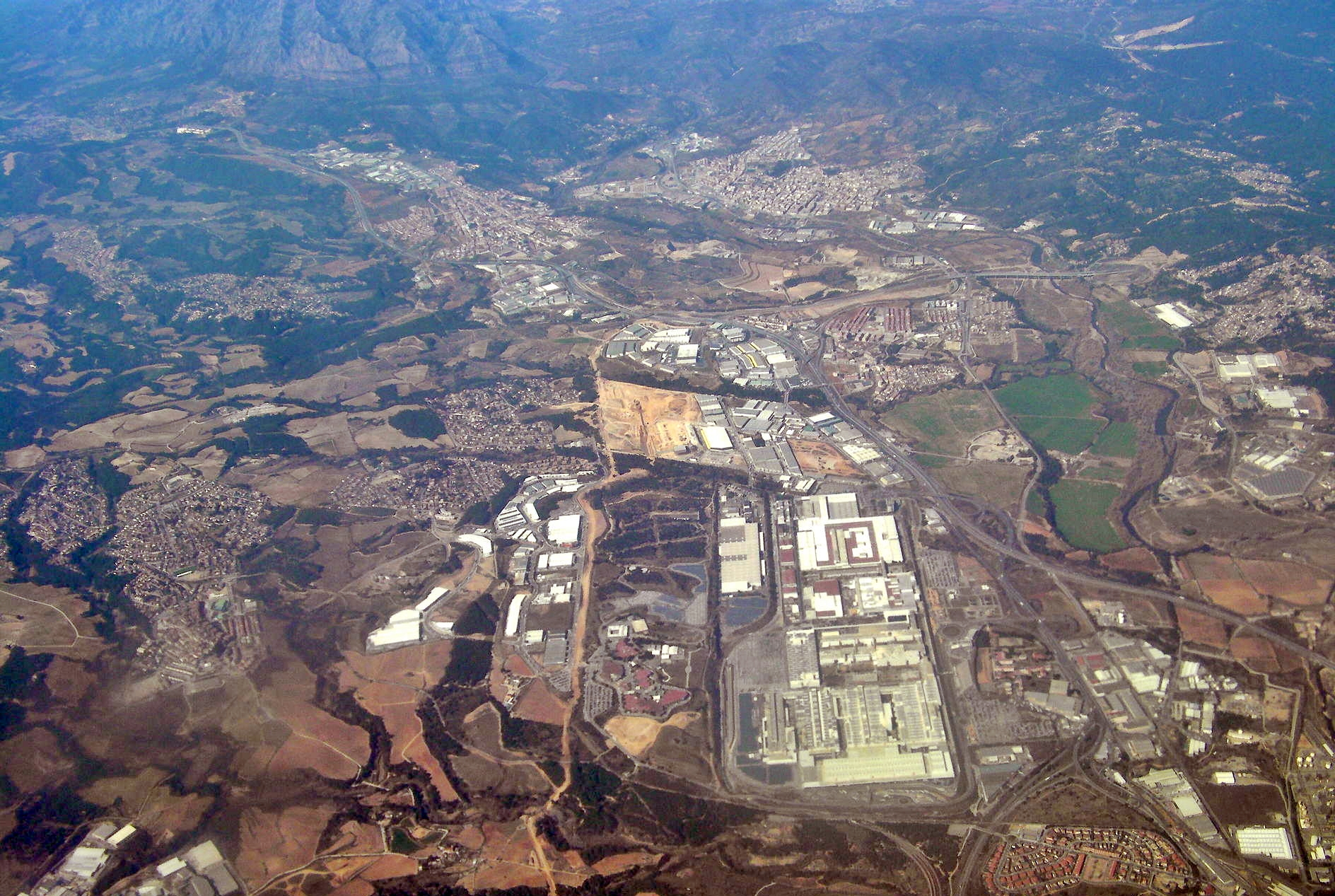
Továrna SEAT v Martorellu, Barcelona
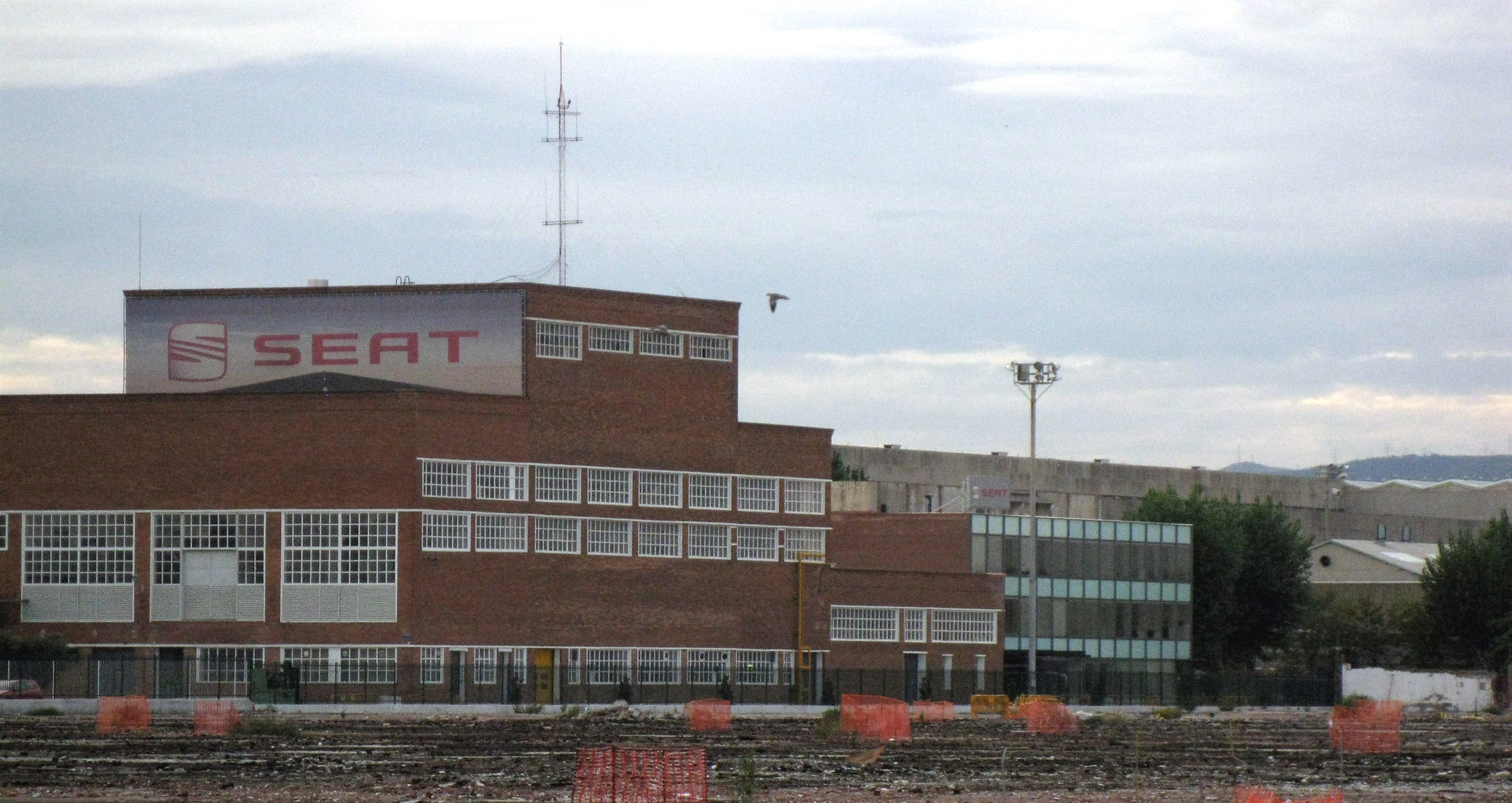
Továrna a laboratoř v Zona Franca, Barcelona
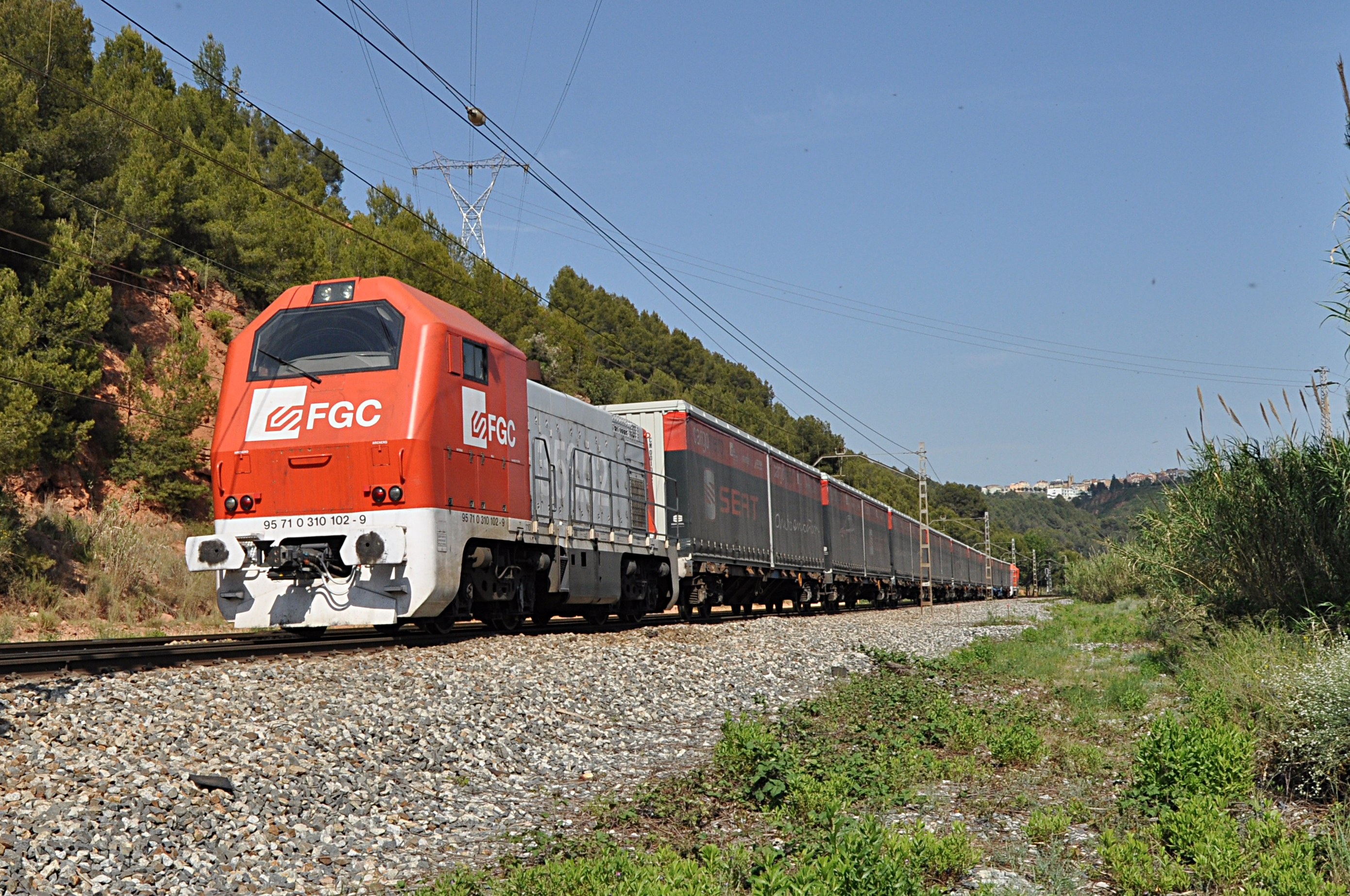
Vlak

- Technické centrum: Společnost SEAT má k dispozici technické centrum, v němž pracuje 1000 inženýrů na vývoji inovativní techniky největšího průmyslového investora ve Španělsku. Společnost SEAT již vybavuje svoje modely nejmodernější technologií v oblasti konektivity a je zapojena do globálního procesu digitalizace společnosti spolu s elektrifikací pohonu vozidel na podporu budoucí mobility.[35]
- Centrum pro výrobu prototypů: Toto oddělení bylo otevřeno 16. července 2007 v Martorellu, kde zaujímá plochu 18 808 metrů čtverečních.
- Designérské centrum SEAT: Společnost SEAT vyvíjí konstrukci i design vlastních modelů automobilů, přičemž využívá technické platformy Volkswagen. Designérské centrum má podlahovou plochu 5600 metrů čtverečních [13]
- Centrum originálních náhradních dílů: Nachází se poblíž závodu v Martorellu a má plochu 75 000 metrů čtverečních. Zajišťuje distribuci originálních náhradních dílů do autorizovaných servisů SEAT i pro ostatní společnosti koncernu VAG (Volkswagen, Audi a Škoda) ve Španělsku a taktéž pro dovozce vozů SEAT na celém světě.
- SEAT Componentes (Gearbox del Prat): Výrobní závod se nachází ve městě El Prat de Llobregat v blízkosti barcelonského letiště a zaujímá plochu 155 000 metrů čtverečních, z nichž 85 765 m² jsou výrobní provozy. Stoprocentní dceřiná firma společnosti SEAT je nedílnou součástí koncernu Volkswagen a vyrábí převodovky do vozidel SEAT, Volkswagen, Audi a Škoda.
- SEAT Service: Nachází se v budově u příjezdové komunikace k závodu Martorell z jižní strany. Hala s plochou 8000 m² slouží k aktivitám značky v oblasti poprodejních služeb. Zde působí Středisko technického vzdělávání společnosti SEAT a autorizovaný prodejce Catalunya Motor, který poskytuje služby především zaměstnancům společnosti SEAT a jejich rodinným příslušníkům a taktéž pečuje o jednotlivé flotily vozidel společnosti.
- SEAT Sport: Toto oddělení má k dispozici plochu 16 000 metrů čtverečních a nachází se v blízkosti výrobního závodu a Technického centra SEAT v Martorellu. SEAT Sport zajišťuje montáž různých sportovních paketů či výbavy pro modely SEAT a také vyvíjí a vyrábí závodní a soutěžní automobily pro motoristický sport.[36]
- SEAT Metrópolis: Lab Barcelona: Centrum bylo otevřeno v roce 2017. Tato laboratoř zkoumá vztahy mezi síťově propojenými vozidly a městským prostředím s cílem optimalizovat mobilitu.[37]
- Casa SEAT: Nové víceúčelové centrum a reprezentační showroom se nachází na bulváru Paseo de Gracia v Barceloně. Společnost bude prostřednictvím centra Casa SEAT přispívat k rozvoji kulturního a ekonomického života města. Bude to místo setkávání nových trendů (kromě prodeje vozidel zde budou pořádány výstavy, koncerty a akce různého druhu, např. gastronomické, sběratelské, atd ).[38][39]
- Síť autorizovaných prodejců a servisů SEAT: Maloobchodní síť SEAT zahrnuje velký počet autorizovaných prodejců a servisů pro automobily značek SEAT a CUPRA. Někteří z nich se pod značkou Das WeltAuto věnují také obchodu s použitými automobily při zachování vysokých standardů kvality koncernu Volkswagen. Autorizované servisy SEAT nabízejí ve vlastních provozovnách údržbu, opravy a prodej originálních náhradních dílů a příslušenství. Mimo území Španělska má SEAT autorizované prodejce a servisy ve více než 70 zemích celého světa, od Německa přes Francii a Mexiko[40] až po Venezuelu.

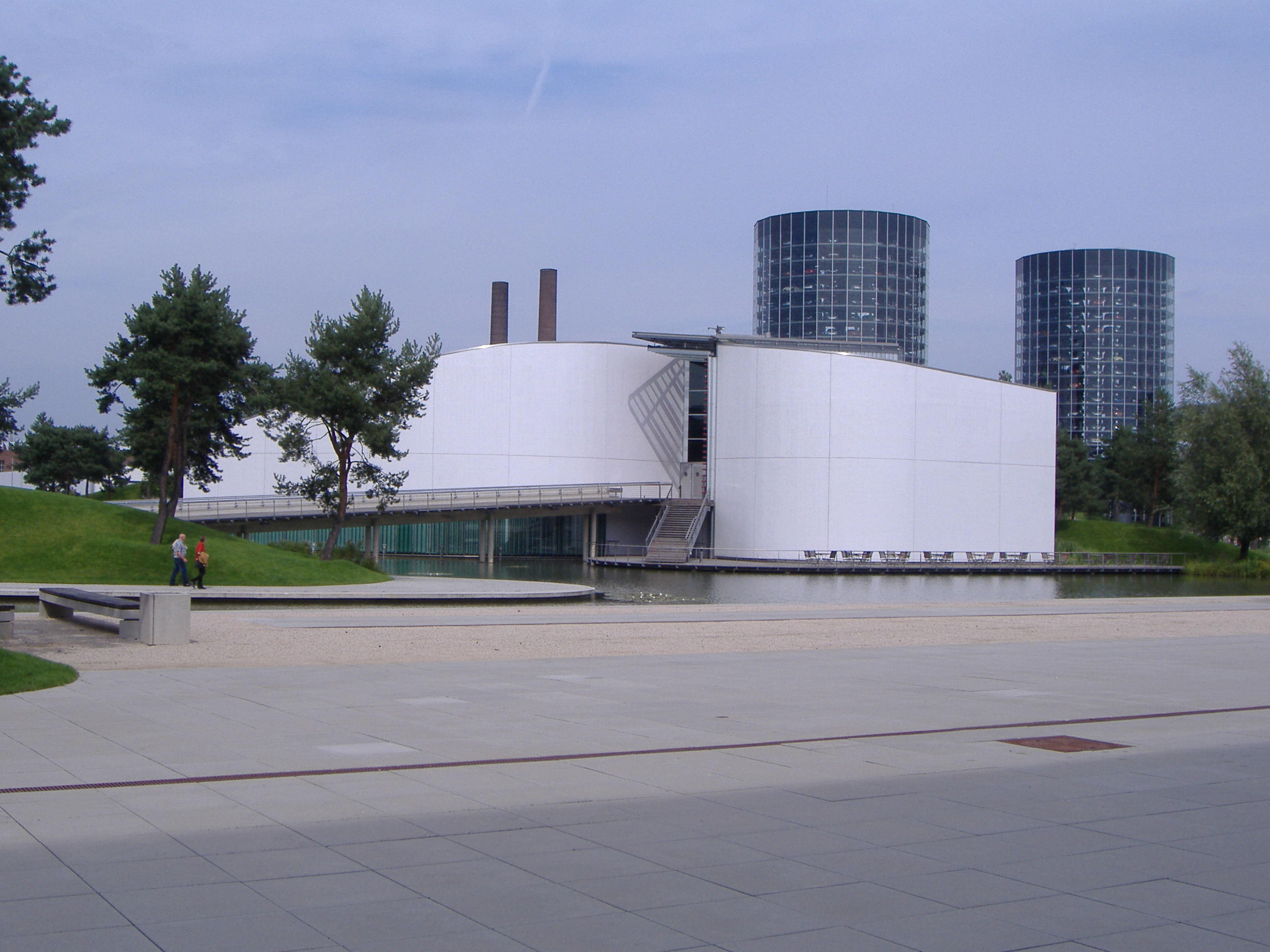
Pavilon SEAT v Autostadtu, Wolfsburg
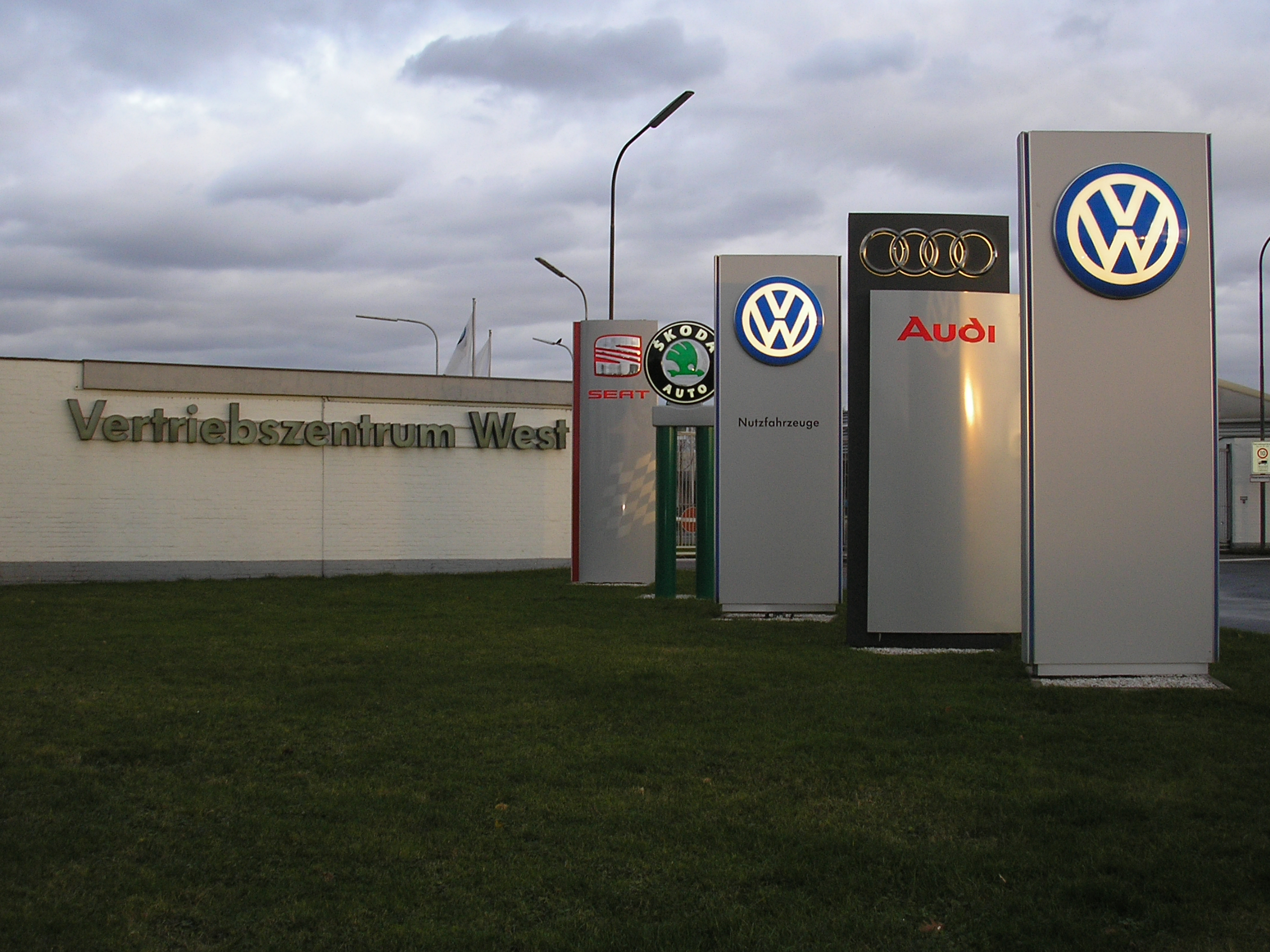
Centrála Volkswagen v Německu
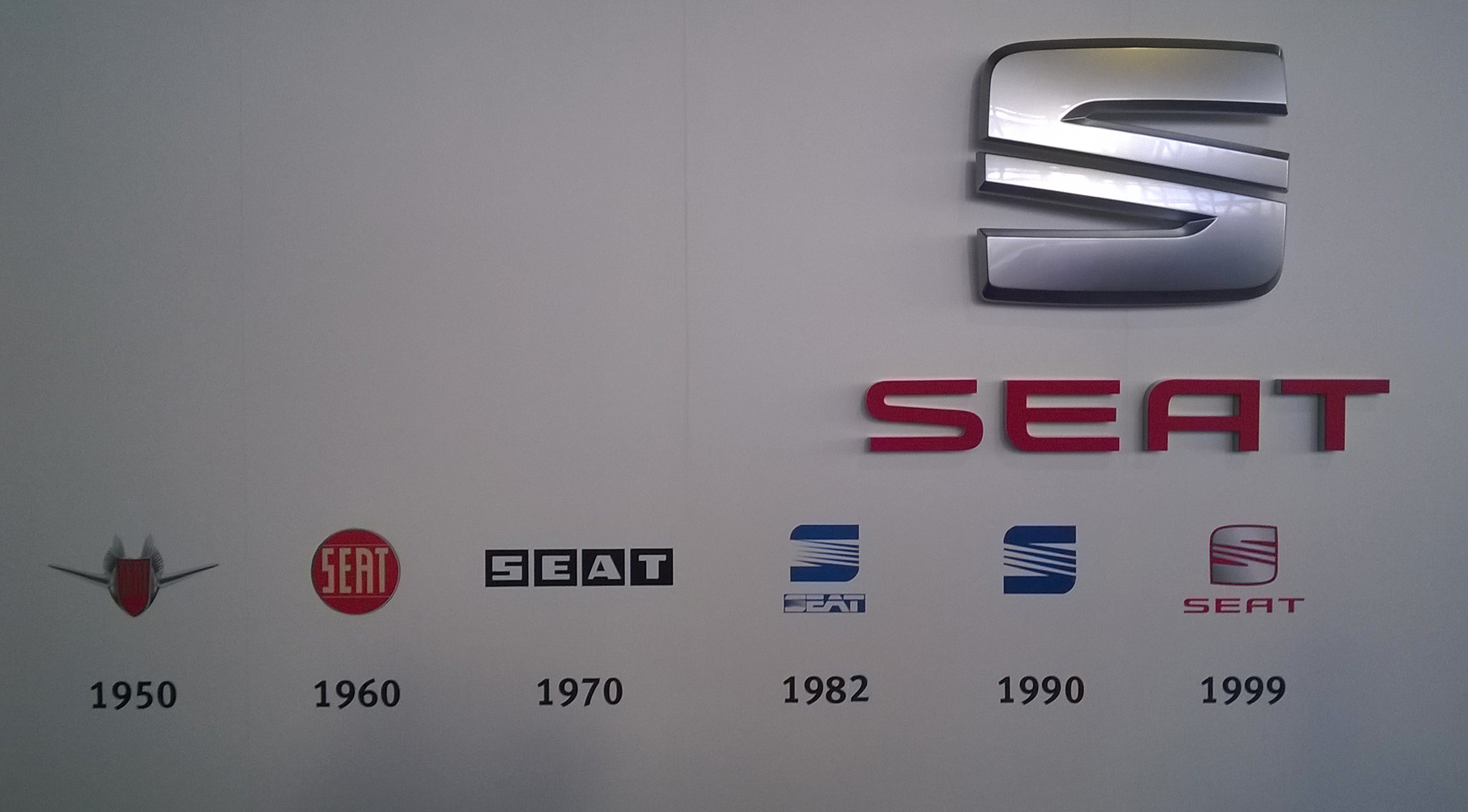
Vývoj loga SEAT

### Výrobní závody SEAT
| Stát        | Město                  | Produkt                                                       | Poznámka                                      | Počet vyrobených vozů (rok 2021) | Počet zaměstnanců |
| ----------- | ---------------------- | ------------------------------------------------------------- | --------------------------------------------- | -------------------------------- | ----------------- |
| Španělsko   | Martorell              | SEAT Ibiza, Leon, Arona, CUPRA Leon, CUPRA Formentor, Audi A1 | Sídlo společnosti SEAT                        | 385 200                          | 12 607            |
| Španělsko   | Zona Franca, Barcelona | lisovna plechových dílů karoserie                             |                                               | -                                | 1 516             |
| Španělsko   | El Prat                | převodovky pro SEAT a další značky koncernu                   |                                               | -                                | 1 022             |
| Portugalsko | Palmela                | SEAT Alhambra                                                 | Továrna ve vlastnictví společnosti Volkswagen | 4 169                            | 5 285             |
| Slovensko   | Bratislava             | SEAT Mii electric                                             | Továrna ve vlastnictví společnosti Volkswagen | 8 649                            | 10 884            |
| Česko       | Kvasiny                | SEAT Ateca                                                    | Továrna ve vlastnictví společnosti Škoda      | 58 500                           | 6 890             |
| Německo     | Zwickau                | CUPRA e-born                                                  | Továrna ve vlastnictví společnosti Volkswagen | 5 017                            | 9 930             |
| Německo     | Wolfsburg              | SEAT Tarraco                                                  | Továrna ve vlastnictví společnosti Volkswagen | 22 511                           | 51 712            |

### Prodej a výroba
| Model                                             | 1998    | 1999    | 2000    | 2001    | 2002    | 2003    | 2004    | 2005    | 2006    | 2007    | 2008    | 2009    | 2010    | 2011    | 2012    | 2013    | 2014    | 2015    | 2016    | 2017    | 2018    | 2019    | 2020    | 2021    | 2022    |
| ------------------------------------------------- | ------- | ------- | ------- | ------- | ------- | ------- | ------- | ------- | ------- | ------- | ------- | ------- | ------- | ------- | ------- | ------- | ------- | ------- | ------- | ------- | ------- | ------- | ------- | ------- | ------- |
| SEAT Marbella                                     | 2,337   | —       | —       | —       | —       | —       | —       | —       | —       | —       | —       | —       | —       | —       | —       | -       | -       | -       | -       | -       | -       |         |         |         |         |
| SEAT Arosa                                        | 38,338  | 46,410  | 28,403  | 22,980  | 19,627  | 13,814  | 9,368   | —       | —       | —       | —       | —       | —       | —       | —       | -       | -       | -       | -       | -       |         |         |         |         |         |
| SEAT Mii                                          | —       | —       | —       | —       | —       | —       | —       | —       | —       | —       | —       | —       | —       | 990     | 18.815  | 28.900  | 25.300  | -       | -       | -       |         |         |         |         |         |
| SEAT Ibiza / SEAT Ibiza SC / SEAT Ibiza ST        | 180,775 | 194,245 | 199,279 | 188,427 | 197,311 | 220,497 | 183,754 | 168,645 | 183,848 | 172,206 | 192,470 | 173,715 | 189,083 | 191.183 | 167.496 | 154.100 | 150.000 | -       | -       | -       |         |         |         |         |         |
| SEAT Inca                                         | 17,226  | 19,221  | 16,328  | 15,207  | 11,802  | 7,982   | —       | —       | —       | —       | —       | —       | —       | —       | —       | -       | -       | -       | -       | -       |         |         |         |         |         |
| SEAT Inca Kombi                                   | 7,708   | 8,573   | 5,534   | 5,316   | 3,879   | 2,150   | —       | —       | —       | —       | —       | —       | —       | —       | —       | -       | -       | -       | -       | -       |         |         |         |         |         |
| SEAT Córdoba / SEAT Córdoba Vario                 | 108,749 | 111,894 | 97,685  | 78,770  | 58,646  | 59,348  | 46,821  | 37,568  | 31,058  | 29,747  | 20,439  | 4,861   | —       | —       | —       | -       | -       | -       | -       | -       |         |         |         |         |         |
| SEAT Leon / SEAT Leon SC / SEAT Leon ST           | —       | 6,080   | 93,123  | 91,939  | 93,606  | 96,536  | 90,850  | 98,130  | 126,511 | 120,630 | 96,761  | 66,368  | 79,462  | 80.736  | 71.295  | 114.518 | 154.100 | -       | -       | -       |         |         |         |         |         |
| SEAT Altea / SEAT Altea XL / SEAT Altea Freetrack | —       | —       | —       | —       | —       | —       | 67,125  | 65,174  | 58,288  | 71,377  | 54,770  | 32,791  | 43,351  | 42.329  | 28.644  | 23.700  | 19.300  | -       | -       | -       |         |         |         |         |         |
| SEAT Toledo                                       | 42,325  | 105,818 | 59,480  | 47,645  | 39,503  | 36,026  | 38,962  | 20,600  | 8,613   | 4,744   | 5,484   | 571     | —       | —       | 1.236   | 20.974  | 18.600  | -       | -       | -       |         |         |         |         |         |
| SEAT Exeo / SEAT Exeo ST                          | —       | —       | —       | —       | —       | —       | —       | —       | —       | —       | 369     | 22,981  | 23,108  | 19.559  | 12.142  | 6.500   | -       | -       | -       | -       |         |         |         |         |         |
| SEAT Alhambra                                     | 21,300  | 27,440  | 23,924  | 26,524  | 26,308  | 23,693  | 21,580  | 14,902  | 14,352  | 14,242  | 10,282  | 6,215   | 10,023  | 18.139  | 19.110  | 20.000  | 23.100  | -       | -       | -       |         |         |         |         |         |
| SEAT Arona                                        | —       | —       | —       | —       | —       | —       | —       | —       | —       | —       | —       | —       | —       | —       | —       | —       | —       | —       | —       | -       |         |         |         |         |         |
| SEAT Ateca                                        | —       | —       | —       | —       | —       | —       | —       | —       | —       | —       | —       | —       | —       | —       | —       | —       | —       | —       | -       | -       |         |         |         |         |         |
| SEAT Tarraco                                      | —       | —       | —       | —       | —       | —       | —       | —       | —       | —       | —       | —       | —       | —       | —       | —       | —       | —       | —       | —       |         |         |         |         |         |
| Celková roční produkce                            | 418,758 | 519,681 | 523,756 | 476,808 | 450,682 | 460,046 | 458,460 | 405,019 | 422,670 | 412,946 | 380,575 | 307,502 | 349.000 | 353.936 | 321.002 | 355.004 | 390.500 | 400.037 | 408.700 | 468.400 | 517.600 | 574.100 | 427.000 | 470.500 | 480.000 |

## Vedení společnosti SEAT

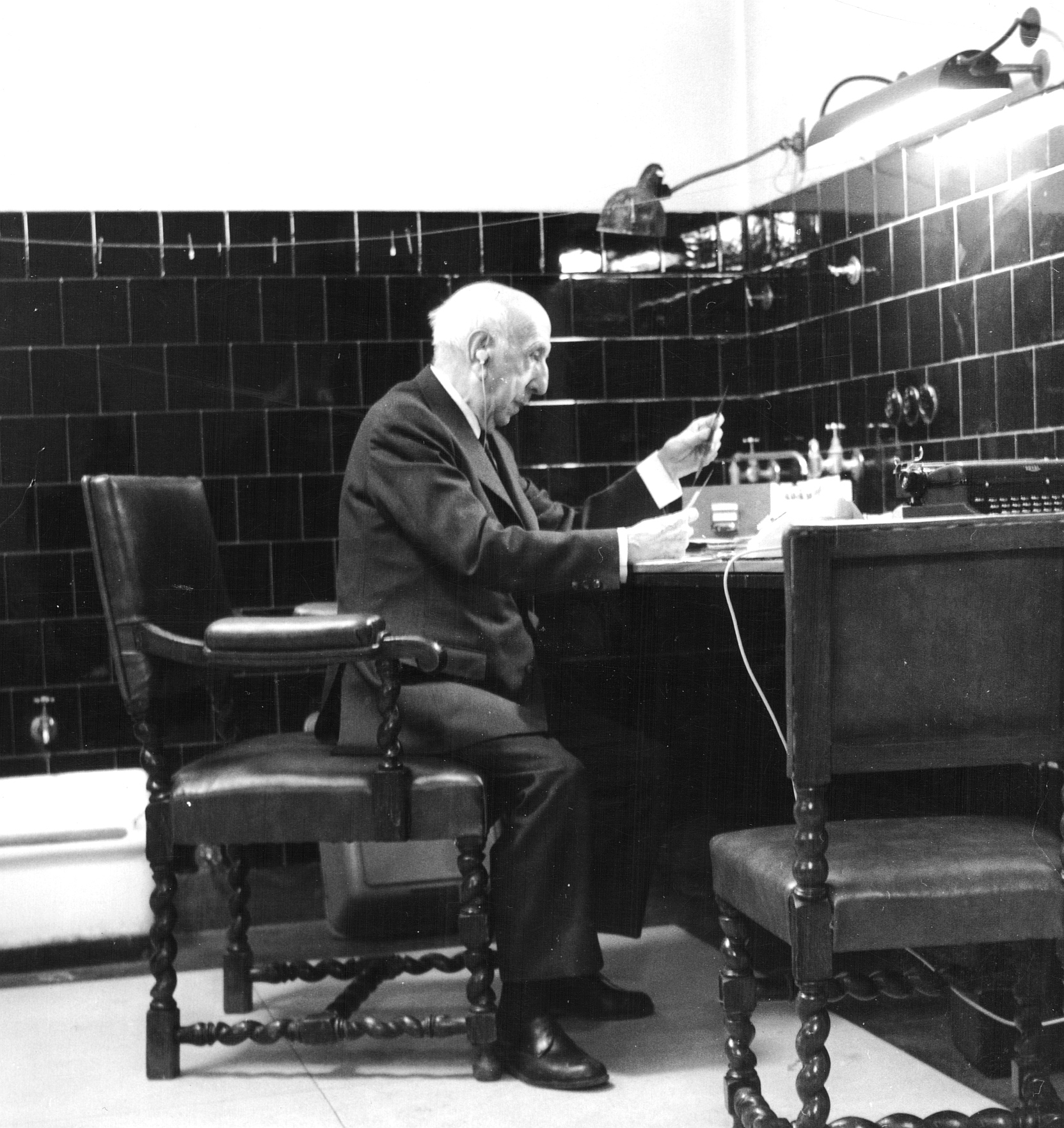
José Ortiz-Echagüe Puertas, první prezident SEAT do roku 1967. V roce 1976 byl jmenován čestným prezidentem.
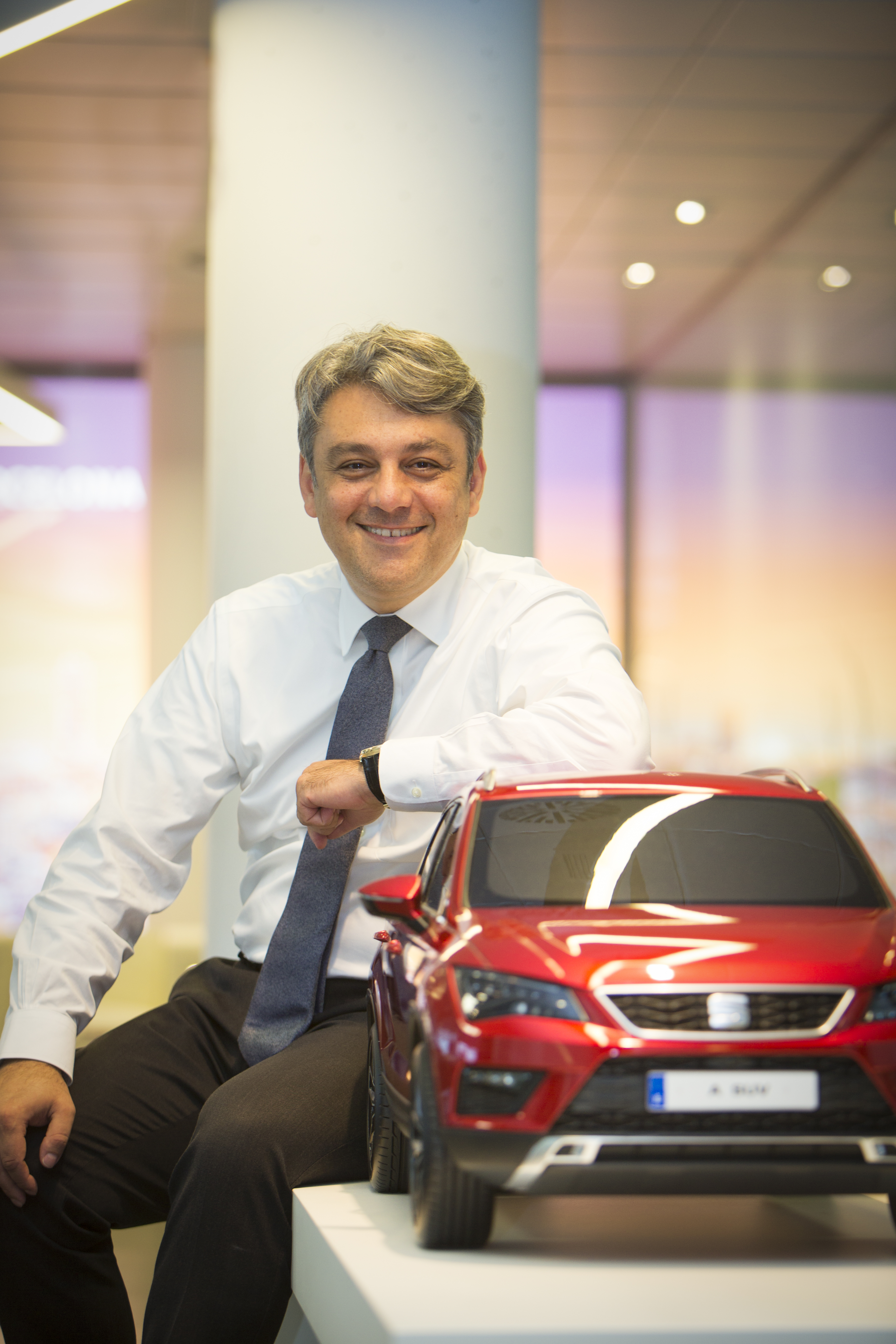
Luca de Meo, prezident společnosti SEAT 2015-2020, za doby největšího novodobého rozvoje značky.

Dnes je SEAT dceřiná společnost koncernu Volkswagen, ve které jsou prezidenti jmenování až po schválení představenstvem skupiny.
| Od                | do                | Osobnosti                                              |
| ----------------- | ----------------- | ------------------------------------------------------ |
| Od 1950           | do května 1967    | José Ortiz-Echagüe                                     |
| Od května 1967    | do února 1977     | Juan Sánchez Cortés                                    |
| Od února 1977     | do prosince 1983  | Juan Miguel Antoñanzas Pérez-Egea                      |
| Od ledna 1984     | do října 1993     | Juan Antonio Díaz Álvarez                              |
| Od října 1993     | do listopadu 1993 | Peter Walzer                                           |
| Od listopadu 1993 | do prosince 1996  | Juan Llorens Carrió                                    |
| Od ledna 1997     | do června 1999    | Pierre-Alain de Smedt                                  |
| Od 18. 6. 1999    | do 30. 6. 2000    | Bruno Adelt                                            |
| Od 1. 7. 2000     | do 6. 3. 2002     | Bernd Pischetsrieder                                   |
| Od 7. 3. 2002     | do 30. 9. 2006    | Andreas Schleef                                        |
| Od 1. 10. 2006    | do 31. 8. 2009    | Erich Schmitt                                          |
| Od 1. 9. 2009     | do 30. 4. 2013    | James Muir                                             |
| Od 1. 5. 2013     | do 25. 10. 2015   | Jürgen Stackmann                                       |
| Od 25. 10. 2015   | do 7.1. 2020      | Luca de Meo                                            |
| Od 7. 1. 2020     | do 30.9.2020      | Carsten Isensee (dočasně, SEAT Vice-president Finance) |
| od 1. 10. 2020    | stále             | Wayne Griffiths                                        |

## Historie společnosti SEAT

### 50. léta

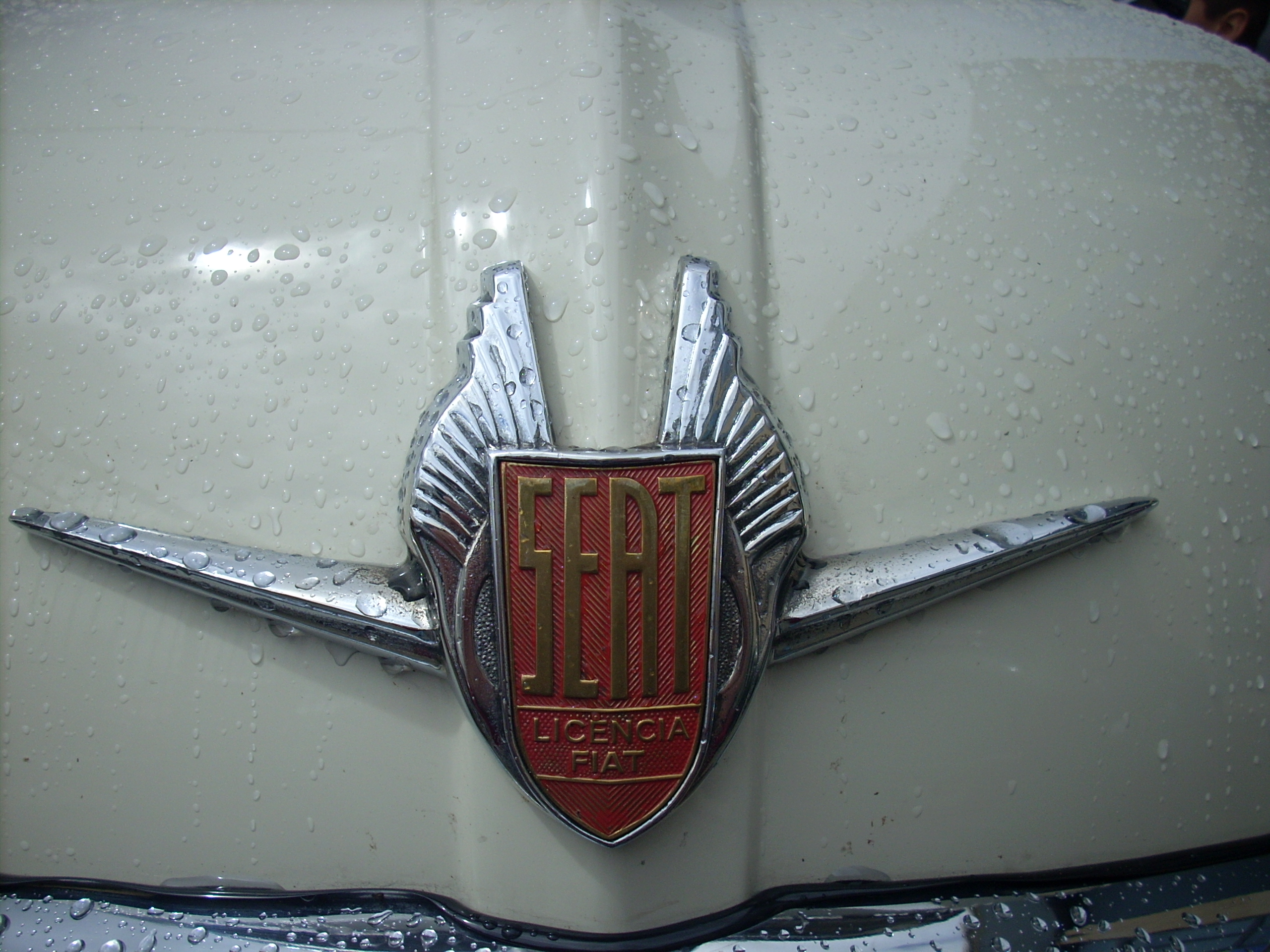
Logo společnosti SEAT od roku 1953 do 1962.

- 1950: Založení španělské společnosti pro výrobu osobních vozidel (Sociedad Española de Automóviles de Turismo, S.A. – SEAT), jejíž základní jmění činilo 600 milionů peset, s podílem státního průmyslového institutu INI ve výši 51 % a šesti bank se 42 %. FIAT vložil zbylých 7 % a poskytl svou výrobní licenci. Začala výstavba závodu v Zona Franca v Barceloně.
- 1951: Montáž strojního zařízení a první montážní, svařovací a lakovací linky atd. v areálu s plochou 20 hektarů v Zona Franca. SEAT posiluje dosud slabě rozvinutý průmysl, aby se minimalizoval dovoz.
- 1953: Zahájení výroby 5. června. Dne 13. listopadu sjel z montážní linky první automobil SEAT: model 1400 s registrační značkou B-87.223. Denní produkce byla 5 vozidel a počet zaměstnanců 925.
- 1954: SEAT vyrobil 2983 vozů se 1700 zaměstnanci. Podíl španělské výroby byl 93 %. SEAT představil novou verzi modelu 1400: 1400-A.
- 1955: Oficiální otevření výrobního závodu, jehož rozloha byla téměř 200 000 m². Výroba přesáhla 7000 vozidel.
- 1956: Společnost přijala dalších 1000 zaměstnanců a zavedla nová výrobní oddělení. Podařilo se jí dosáhnout cíle vyrábět 10 000 vozidel/rok, průměrně 42 automobilů za den. Z bran závodu vyjíždějí první vozy nového modelu 1400-B.
- 1957: Dne 27. června byla zahájena výroba modelu 600, což pro Španělsko znamenalo začátek etapy masivní motorizace. SEAT má 5000 zaměstnanců.
- 1958: Výroba modelu 600 vzrostla šestinásobně.
- 1959: Společnost uzavřela první kolektivní smlouvu.

### 60. léta

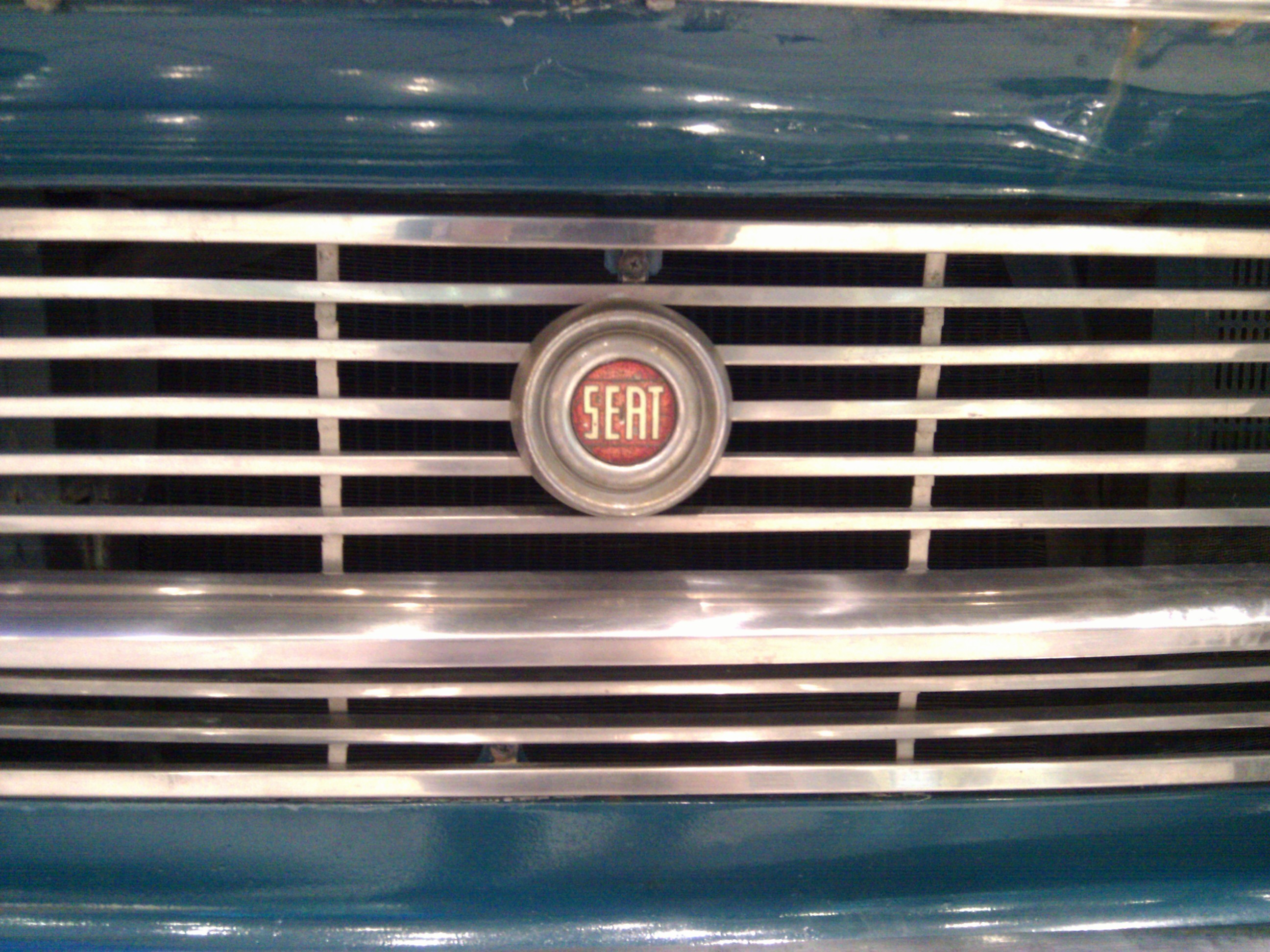
Logo společnosti SEAT od 1968 do 1975.

- 1960: Výroba překročila hranici 30 000 vozidel za rok. Podařilo se dosáhnout celkového počtu 100 000 vyrobených automobilů. Uvedení modelu SEAT 1400-C na trh.
- 1961: Výroba 36 000 vozidel/rok.
- 1962: Instalace strojního zařízení pro výrobu modelu 1500.
- 1963: Výroba vzrostla na 47 000 vozidel/rok. Představení nových modelů SEAT 1500, el 600-D a 800.
- 1964: Slavnostní otevření hlavního sídla v Madridu (Španělsko). Celkový počet zaměstnanců činí cca 10 000 osob a denně se vyrábí 300 vozidel. Společnost se zařadila mezi velké evropské automobilky.
- 1965: První vývoz společnosti SEAT (symbolický, neboť poptávka na domácím trhu byla vysoká): Kolumbie se stala první zemí, do níž byly letecky dopraveny vozy SEAT. Na trh byl uvedel model 1500 Familiar. Roční výroba přesáhla 100 000 kusů.
- 1966: Z montážní linky sjel 500 000. vůz SEAT. Představení modelu 850.
- 1967: Výroba modelu 850 dosáhla 400 vozidel za den a počet zaměstnanců se zvýšil na 14 500. Byla založena společnost FISEAT pro financování prodeje vozů této značky na splátky.
- 1968: V květnu byl uveden model 124, výrobní kapacita činila 200 000 vozidel za rok. Jedna paní vyhrála 1 milion peset v soutěži Milion pro vítěze a firma SEAT ji na mezinárodním autosalonu jmenovala Patronkou modelu SEAT 124. Ministr průmyslu jí předal jeden z těchto vozů.
- 1969: Počet zaměstnanců převýšil 20 000. Začalo se vyvážet ve větších objemech, které v tomto roce dosáhly 3500 vozidel. Zahájení výroby modelů 1500 ve verzi pro rok 1969, 1430 a pětidveřového 124. Dne 14. července vyjel z bran závodu miliontý SEAT: luxusní model 124 „Lujo“ ve žluté barvě. Tento vůz byl vybrán všemi zaměstnanci podniku a vylosoval si jej zaměstnanec ze sekce č. 190. Společnost svým zaměstnancům udělila pamětní medaili s datem výroby modelu.

### 70. léta
- 1970: Představení modelů 124 Sport Coupe 1600 a 1800 Diesel. Vývoz se zvýšil na desetinásobek.
- 1971: Společnost SEAT zaujala první místo v pořadí španělských průmyslových podniků. Vývoz přesáhl 55 000 vozů. Byla zkonstruována a vyrobena Fórmula 1430, jednomístný závodní vůz.
- 1972: V dubnu byl na trh uveden model 127. Během prvních šesti měsíců se prodalo 50 000 vozů tohoto modelu. Byly vybudovány první provizorní prostory budoucího technického centra.
- 1973: Výroba modelu 600 byla ukončena. Celková výroba dosáhla 800 000 vozů. V tomto roce byly uvedeny na trh modely 132 a 1430 Especial 1600. Vývoz přesáhl 78 000 vozidel, přičemž hlavními odběrateli byly nejvyspělejší evropské země. Byly zahájeny stavební práce na výstavbě technického centra.

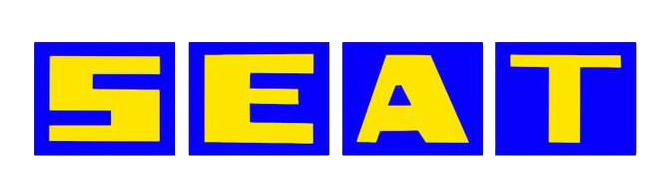
1974: Byl vyroben automobil značky SEAT s pořadovým číslem 2 000 000. Příjmy z prodeje společnosti dosáhly jedné miliardy dolarů. SEAT se tak dostal na osmé místo mezi evropskými automobilkami. Navzdory těžké krizi automobilového průmyslu pokračoval SEAT v expanzi, získal výrobní závod společnosti Authi (British Leyland) v Pamplona a vybudoval velký výrobní komplex a sklad v Martorellu. Představení čtyřdveřového modelu 127, exkluzivní verze SEAT. Byla zahájena výroba modelu 133]. Koncem roku byl představen modernizovaný model 132 a užitková verze modelu 127. Výroba se zvýšila na 1900 vozů za den, počet zaměstnanců vzrostl na 30 000.   -  Logo společnosti SEAT od roku 1975 do 1982.

  - 1975: V průběhu roku představil SEAT nové modely 131 a 133 124 verze 5 a 1200 Sport. Společnost zaměstnávala více než 33 000 pracovníků. V polovině roku byla dokončena 1. fáze výstavby technického centra (s plochou 16 000 m²). 
  - 1976: Z montážní linky v Landabenu (Pamplona) sjel první vůz: model 124 D. V březnu byl na autosalonu v Ženevě vystaven automobil značky SEAT s pořadovým číslem 3 000 000, čtyřdveřový model 127.  Začátkem dubna byl představen pětidveřový model 131. 
  - 1977: SEAT uvedl na trh modernizované verze modelu 127 se stylistickými i technickými změnami. Mezinárodní automobilový průmysl se i nadále zotavoval navzdory zpomalení růstu evropské ekonomiky. Prodejní a servisní síť značky SEAT byla ve Španělsku zastoupena již na 1130 místech.
  - 1978: SEAT zavedl do výroby model 127 s motorem na nízkooktanový benzin „Normal“.  
  - 1979: Byl vyroben 4 000 000. vůz značky SEAT. Společnost se začala postupně začleňovat do struktury koncernu FIAT.

### 80. léta
- 1980: Společnost FIAT se nečekaně rozhodla nevyužít opce pronavýšení kapitálu ve společnosti SEAT, jež mělo posloužit k realizaci ambiciózního plánu průmyslové restrukturalizace, a ukončila tak třicetiletou spolupráci. SEAT dával práci 32 000 zaměstnancům a jeho příjmy z prodeje dosahovaly jedné miliardy dolarů
- 1981: Společnost FIAT prodala státnímu průmyslovému institutu INI svůj podíl ve firmě SEAT. Nyní vlastnil 95 % kapitálu státní průmyslový institut INI a firma SEAT se stala první ryze španělskou automobilkou. Společnost připravila novou strategii a začala vyvíjet své vlastní produkty (Ronda, Ibiza, Málaga a Marbella).

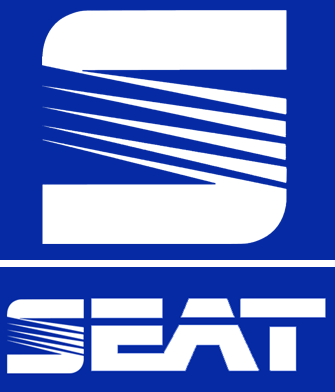
1982: Uzavření smluv o průmyslové a obchodní spolupráci se společností Volkswagen. SEAT měl vyrábět 120 000 vozů ročně, z nichž 50 000 bylo určeno na vývoz, a ve Španělsku se zavázal prodávat v tuzemsku vyrobené či dovezené automobily značek Volkswagen a Audi. Byla zavedena nová korporátní identita v souladu s novou velikostí firmy, její strukturou a budoucími plány.   - Logo společnosti SEAT od roku 1982 do 1990.
- 1983: Byl vyroben automobil značky SEAT s pořadovým číslem 5 000 000. Začal se vyrábět model Volkswagen Passat.
- 1984: Z montážní linky závodu v Zona Franca sjel první vůz Ibiza, první automobil nové generace modelů SEAT ryze španělského původu. V závodu v Pamploně byla zahájena výroba modelu Volkswagen Polo. Vývoz vzrostl o 76 % oproti předchozímu roku.
- 1985: Byl představen model Málaga, tříprostorová verze modelu SEAT Ronda. Z montážní linky začaly sjíždět první vozy Volkswagen Polo Classic a VW Santana vyrobené společností SEAT. Celkem bylo vyrobeno 100 000 vozů Polo.
- 1986: Byl vyroben automobil značky SEAT s pořadovým číslem 6 000 000. V červnu získala společnost Volkswagen 51 % akcií společnosti SEAT, jež se stala třetí značkou koncernu Volkswagen. Koncem roku navýšil německý koncern svůj podíl ve společnosti SEAT až na 75 %. Byla představena pětidveřová verze modelu Ibiza. Na trh byl uveden model Marbella a začala se vyrábět jeho užitková verze - Terra se zážehovým motorem. Ke konci roku pracovalo ve společnosti SEAT S.A. 22 197 zaměstnanců. Bylo založeno sportovní oddělení SEAT Sport.
- 1987: Nový historický rekord: bylo vyrobeno více než 400 000 vozů za rok. Vývoz v tomto roce dosáhl téměř 250 000 vozů. Byly vyrobeny první vozy Volkswagen Polo Coupé v Pamploně. Byla zahájena výroba modelu Málaga Inyección a modelová řada Ibiza byla rozšířena o verzi SXI (Inyección). Počet zaměstnanců se zvýšil na 23 543.
- 1988: Z montážní linky sjel 500 000. vůz Ibiza. Poprvé od roku 1977 vykázala společnost SEAT kladný hospodářský výsledek: 1,86 miliardy peset. Roční produkce přesáhla 430 000 vozů. Vozidel značky SEAT bylo prodáno 324 737, z toho 189 572 připadalo na model Ibiza. Dne 27. června se společnost SEAT stala partnerem a dodavatelem olympijských her, které se konaly v roce 1992 v Barceloně.
- 1989: Na Frankfurtském autosalonu byla představena studie „Proto T“. Byla zahájena výstavba nového závodu v Martorellu, který se stal jedním z nejmodernějších v Evropě. Byly představeny verze modelu Ibiza s katalyzátorem. Výroba dosáhla 474 149 vozů (historický rekord společnosti). Denní produkce se vyšplhala na 2162 vozů – v Barceloně vznikalo 1591 vozů denně, v Pamploně 571. Průměrná produktivita jednoho zaměstnance byla 20 vozů ročně (v roce 1981 to bylo 8,9 vozu na zaměstnance ročně). Počet prodaných vozů přesáhl 500 000 za rok. Hospodářský výsledek skupiny SEAT byl 7,862 miliardy peset, což značně převýšilo výsledky dosažené v předchozím účetním roce.

### 90. léta

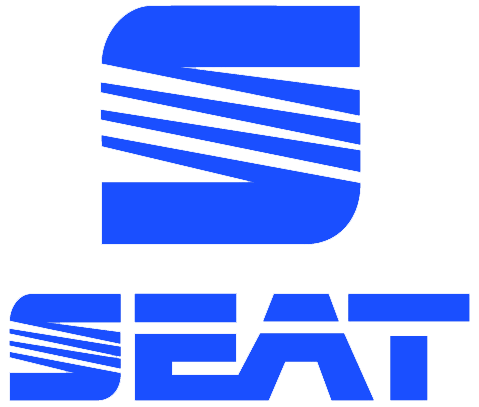
Logo společnosti SEAT od roku 1990 do roku 1999.

- 1990: Na Ženevském autosalonu, který se konal v březnu, představila společnost SEAT studii „Proto TL“, další variantu koncepčního vozu „Proto T“. Na autosalonu v Paříži následoval „Proto C“, třetí futuristický prototyp firmy SEAT. V říjnu byla podepsána smlouva s Evropskou investiční bankou (EIB), na jejímž základě získala firma SEAT půjčku ve výši 1,5 miliardy DM dle tehdejšího platného kurzu, především pro účely výstavby budoucího závodu Martorell a na uvedení nových modelů na trh. Ve smlouvě bylo stanoveno, že se úvěr bude čerpat ve třech obdobích, což proběhlo v letech 1990, 1991 a 1993. Dne 13. listopadu byl vyroben 8 000 000. vůz SEAT, souběžně s oslavami 37. výročí automobilky, a s více než půl milionem vyrobených vozů bylo dosaženo historického rekordu roční produkce. Společnost Volkswagen získala další akcie firmy SEAT a stala se vlastníkem 99,99 % akciového kapitálu. Oddělení SEAT Sport otevřelo nové prostory na pozemku s plochou 6000 čtverečních metrů, z níž bylo 1500 m² zastavěných ploch.
- 1991: SEAT uvedl v únoru na trh model Ibiza New Style a současně sjel z montážní linky miliontý vůz Ibiza. Dne 4. května, na autosalonu v Barceloně, byl světu představen nový model SEAT Toledo a byl zahájen jeho prodej. Na autosalonu ve Frankfurtu, který se konal v září, představil SEAT prototyp Marbella Playa a verzi Ibiza Sport Line 1.7, připravené k prodeji. V tomto roce společnost SEAT S.A. opět překonala svůj rekord ve výrobě, neboť dosáhla počtu 552 210 vozů. Vyvezla 260 342 vozidel a měla příjmy z prodeje 605 miliard peset. Z celkového počtu vyrobených vozidel bylo 360 510 vozů SEAT a 191 700 vozů Volkswagen.
- 1992: Představení modelu Ibiza Serie Olímpica v únoru a Toledo Sport v březnu. Na Ženevském autosalonu byl představen prototyp SEAT Toledo Exclusive. Značka byla partnerem XXV. letních olympijských her (červenec – srpen) a patronem programu olympijských dobrovolníků, pomoci pro olympijský sport (ADO’92) a štafety olympijské pochodně. Na olympijských hrách byl představen první návrh elektrického vozu s karoserií modelu Toledo. Španělským medailistům společnost předala limitovanou edici vozů Toledo Pódium (29 vozidel). Na Pařížském autosalonu v roce 1992 byla představena studie Concepto T. Výroba společnosti SEAT, S.A. v roce 1992 dosáhla 578 432 vozů, což představovalo meziroční nárůst o 4,7 % (26 222 vozů). Z toho bylo 356 210 vozů značky SEAT a 222 222 vozů Volkswagen Polo, které vyrobil závod Landaben (Pamplona). Počet vozidel prodaných společností SEAT, S.A. dosáhl 647 159, tj. o 5,1 % více než v roce 1991. Z tohoto počtu bylo 354 521 vozů značky SEAT a 292 638 vozů značek Volkswagen, Audi a Škoda z koncernu Volkswagen.
- 1993: Dne 22. února Jeho Veličenstvo král Juan Carlos I otevřel nový výrobní závod v Martorellu za přítomnosti Dr. Ferdinand Piëch, jenž převzal od 1. ledna tohoto roku funkci předsedy představenstva koncernu Volkswagen. Během měsíce března byl na autosalonu v Barceloně představen nový model Ibiza. Denní produkce tohoto modelu dosahovala 530 vozů. Na tomto autosalonu byla představena také studie Concepto T Cabrio. Na autosalonu ve Frankfurtu model Córdoba, který se začal prodávat ve Španělsku od listopadu. Objevil se druhý prototyp elektrického vozidla, tentokrát s karoserií nového modelu Ibiza.
- 1994: SEAT prodal společnosti Volkswagen závod v Pamploně a finanční společnost FISEAT. Během srpna byl dokončen přesun montážní linky pro model Toledo do závodu Martorell a celý tento proces trval pět měsíců. Na trh byly uvedeny modely Toledo 2.0 16V a Ibiza 1.8 16V. Dne 29. července byla centrální vládou i autonomní vládou Katalánska schválena finanční pomoc pro společnost SEAT ve výši 38 miliard peset. Byl zahájen proces modernizace závodu Zona Franca a vytvoření obchodních jednotek (lisovna, slévárna, Marbella a deriváty) a byl otevřen areál s výrobními provozy dodavatelů. Dne 21. října byla podepsána XIV. kolektivní smlouva (pro roky 1994 až 1996). SEAT Ibiza byl vyhlášen Vozem roku ve Španělsku a Portugalsku.
- 1995: SEAT představil na autosalonu v Ženevě prototyp jednoprostorového modelu Alhambra, nový lehký užitkový model Inca na autosalonu v Barceloně a model Córdoba SX na autosalonu ve Frankfurtu. V květnu vyrobil závod Martorell 500 000. vozidlo. Na trh byl uveden model Toledo TDI a první vozy Córdoba byly exportovány do Brazílie. Model Ibiza byl vyhlášen „Univerzitním automobilem roku“. Dne 26. září sjel asturský princ z montážní linky za volantem 10 000 000. automobilu společnosti SEAT. Představen byl prototyp třetího elektromobilu SEAT s karoserií modelu Inca. V dodavatelském areálu Zona Franca bylo na konci roku sedm výrobních závodů. Dne 20. prosince byla podepsána smlouva s barcelonským konsorciem o využití pozemků v oblasti Zona Franca, které dosud využíval SEAT. Na konci roku měla společnost SEAT S.A. 12 600 zaměstnanců.
- 1996: Představení modelu Alhambra na autosalonu v Ženevě. V dubnu byl uveden na trh model Córdoba SX (2dveřová karoserie). V červenci získala společnost SEAT osvědčení jakosti v rámci veškerých svých činností dle normy ISO 9000. V listopadu sjel z montážní linky miliontý automobil, vyrobený závodem Martorell. Model Ibiza byl podruhé v řadě zvolen „Univerzitním automobilem roku“. Na autosalonu v Paříži byl představen model Ibiza Cupra. Společnost SEAT vstoupila na ruský trh. Model Ibiza zaujal první místo, co se týče počtu prodaných vozů ve Španělsku (50 933 prodaných vozidel). SEAT se také stal mistrem světa v rallye ve dvoulitrové kategorii FIA se soutěžním vozem Ibiza Kit Car. SEAT byl hlavním partnerem a oficiálním vozem tenisového turnaje Open Godó 1996. Na konci účetního období vykázala společnost SEAT zisk 539 milionů peset.
- 1997: Na trh byl uveden model Toledo TDI s výkonem 110 k. Na Ženevském autosalonu byl představen model Arosa a v březnu byla podepsána XV. kolektivní smlouva na tři roky (1997-1999), která byla založena na pracovní flexibilitě. V květnu byl na autosalonu v Barceloně představen model Córdoba Vario. Ibiza obsadila ve Španělsku první místo v počtu registrovaných nových vozů. Soutěžní vůz Ibiza Kit Car zvítězil v mistrovství světa v rallye ve dvoulitrové kategorii FIA již druhým rokem v řadě. Ve Frankfurtu byly představeny modely Alhambra TDI 110 k a Arosa SDI. V listopadu byl vyroben jedenáctimiliontý vůz SEAT a v prosinci sjel z montážní linky dvoumiliontý vůz Ibiza. Účetní rok přinesl zisk ve výši 11,051 miliardy peset poté, co SEAT dosáhl historického rekordu v počtu prodaných vozů (402 671). Ikonický SEAT 600 oslavil své 40. výročí.
- 1998: Dne 7. dubna byla ukončena výroba modelu Marbella po více než 600 000 vyrobených vozů. V květnu sjel z montážní linky první vůz SEAT Arosa, vyrobený v Martorellu po přesunu výroby ze závodu ve Wolfsburgu (Německo). Arosa byla 18. listopadu také dvoumiliontým vozem, který vyjel z bran tohoto závodu. Na autosalonu v Ženevě byla představena studie Bolero. Na autosalonu v Portu byl představen soutěžní vůz SEAT Córdoba WRC, který debutoval v nejvyšší kategorii MS v Rallye Finsko. SEAT Sport obhájil své postavení ve dvoulitrové kategorii kategorii a získal svůj třetí světový titul v řadě. Martorell byl jmenován „nejlepším závodem koncernu Volkswagen v prvním čtvrtletí“. V říjnu bylo na autosalonu v Paříži oficiálně představeno nové pojetí designu a image pro budoucí modely SEAT. Počet vozů značky SEAT prodaných konečným zákazníkům dosáhl 431 549, tj. o 7,2 % více než v předchozím roce. Společnost SEAT dosáhla rekordních příjmů z prodeje 827,534 miliardy peset, což bylo o 6,9 % více než v roce 1997. Zisk vzrostl na 24,462 miliardy peset, čímž dosáhl nového historického rekordu. Společnost vyrobila 500 500 vozidel (365 689 vozů SEAT a 134 811 vozů Volkswagen). Průměrná výroba závodu Martorell vzrostla na 2147 vozů za den, maximum bylo 2250 vozů za den. Tím se produktivita zaměstnance dostala na 60 vozů/rok. Počet zaměstnanců společnosti SEAT k 31. 12. byl 14 202.
- 1999: V březnu představil SEAT na autosalonu v Ženevě, novou korporátní identitu, v níž modrou barvu nahradila červená a zlatá, neboť tyto barvy intenzivněji evokují nadšení, mládí a sportovní charakter této značky. Na Ženevském autosalonu debutoval také koncepční vůz SEAT Toledo Cupra Concept a SEAT Fórmula, což byla nevšední studie, vybavená motorem o výkonu 240 k, který umožňoval dosažení nejvyšší rychlosti 235 km/h. O dva měsíce později byly na autosalonu v Barceloně představeny nové modely Ibiza a Córdoba, jakož i soutěžní vůz Córdoba WRC E2, který byl z technického hlediska ještě propracovanější než jeho předchůdce. Na autosalonu ve Frankfurtu spatřil světlo světa nový SEAT León první model v dějinách značky, který byl vybaven motorem o výkonu 180 k, šestistupňovou převodovkou a pohonem všech kol, čímž SEAT vstoupil do největšího segmentu evropského trhu – segmentu kompaktních vozidel. SEAT se také v daném roce stal díky modelu Arosa 3L první jihoevropskou značkou, která nabízela vozidlo, jehož spotřeba byla nižší než 3 l/100 km. Co se týče počtu prodaných vozů, SEAT již tři roky v řadě překonával absolutní rekordy. Celkem se prodalo více než 481 000 vozů, což znamenalo zvýšení o 11,5 % oproti roku 1998. Soutěžní vůz Córdoba WRC dosáhl výborných výsledků v mistrovství světa v rallye. SEAT se umístil dvakrát na stupních vítězů, a to v soutěžích na Novém Zélandu a Velké Británii. V listopadu angažoval SEAT Sport francouzského mistra světa Didier Auriol aby jezdil s vozem Córdoba WRC v sezoně 2000.

### První desetiletí 21. století

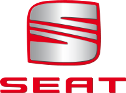
Logo společnosti SEAT od roku 1999 do 2012.

- 2000: Dne 29. února byl na autosalonu v Ženevě představen koncepční vůz SEAT Salsa, který se vyznačoval inovativní koncepcí pro individualizaci zážitků z jízdy MDC (Multi Driving Concept). Díky ní si mohl řidič vybrat ze tří charakteristik: Sport, Comfort a City. Podle zvoleného režimu se upravila vnitřní konfigurace vozu. Celý vývoj studie Salsa byl výsledkem práce technického centra v Martorellu. Salsa byla charakteristická velmi jemnou a atraktivní estetickou linií, měla vidlicový šestiválcový motor s výkonem 250 k, převodovku Tiptronic a pohon všech kol. V dubnu zahájil SEAT výrobu modelu Córdoba v závodě Pacheco v Argentině, který patří koncernu Volkswagen. Předpokládaná počáteční kapacita výroby byla 10 000 vozů ročně. Nejlepším výsledkem Didiera Auriola, jezdce týmu SEAT Sport, za volantem vozu Córdoba WRC E2, v mistrovství světa v rallye (WRC) bylo umístění na stupních vítězů v Rallye Keňa. Značka SEAT vyvinula ve spolupráci s dalšími firmami vozidlo na solární pohon s názvem Despertaferro.
- 2001: Na autosalonu v Boloni představila společnost SEAT novou generaci modelu Ibiza, nejcharizmatičtějšího vozu této značky. Představila také studii spideru Tango, která byla inspirována sportovními vozy z 50. a 60. let, a prototyp nového vysokovýkonného modelu Leon CUPRA R, vyvinutého oddělením SEAT Sport.
- 2002: SEAT začleněn do skupiny Audi, spolu se značkami Audi a Lamborghini v rámci nové organizace koncernu Volkswagen. Dr. Andreas Schleef byl jmenován novým předsedou představenstva společnosti SEAT. Na autosalonu v Paříži byl představen nový model Córdoba.
- 2003: Tento rok přinesl změny a inovace a spolu s nimi také model SEAT Altea. Jeho prototyp byl představen na autosalonu ve Frankfurtu. Do jeho vývoje a výroby bylo investováno 582 milionů eur. Jak řekl Dr. Andreas Schleef, „model Altea zahájil novou éru značky SEAT“.
- 2004: Rok konsolidace „nové společnosti SEAT“. Představení nového modelu SEAT Altea na mezinárodním autosalonu v Ženevě bylo oficiálním začátkem nové éry této značky. V březnu uspořádal SEAT poprvé v historii den otevřených dveří v závodě Martorell: areál závodu navštívilo více než 41 000 lidí, většinu z nich tvořili zaměstnanci s rodinnými příslušníky. V červnu byla potvrzena premiéra nové a inovativní generace modelu Toledo na mezinárodním autosalonu v Paříži. Společnost SEAT tím znovu potvrdila důslednou realizaci své transformace. V tomto roce se konaly oslavy dvacátého výročí modelu Ibiza s téměř 3,3 milionu vyrobených vozů. Kromě toho byla modelová řada Ibiza rozšířena o dvě nové sportovní verze: FR v lednu a CUPRA v červnu. CUPRA se vznětovým motorem o výkonu 160 k byla nejvýkonnější verzí celé modelové řady.
- 2005: V roce 2005 byl uveden na trh nový model León, který byl představen na autosalonu v Barceloně, spolu se svou závodní verzí León WTCC. Nový Leon slavil okamžitě úspěchy, ať se jednalo o různá ocenění nebo skvělé přijetí zákazníky. Autosalon ve Frankfurtu byl místem světové premiéry modelu Altea FR, prvního zástupce nové generace, který převzal úspěšný koncept FR. Dvoulitrový prototyp modelu Altea o výkonu 170 k měl pod kapotou nejvýkonnější vznětový motor v historii značky SEAT. SEAT Sport měl za sebou skvělou sezonu v mistrovství světa cestovních vozů (WTCC). V posledních dvou podnicích sezony se zapsal do historie jedním vítězstvím a dvěma třetími místy s novým vozem Leon WTCC.
- 2006: Otevření nového sídla společnosti. Tím bylo veškeré vedení soustředěno do areálu v Martorellu. Sr.Erich Schmitt byl jmenován novým předsedou představenstva společnosti SEAT. V květnu byl představen nový model Leon FR na autosalonu v Madridu. O dva měsíce později, v červenci, se stal autosalon v Londýně místem premiéry modelu Leon Cupra, v té době nejvýkonnějšího vozu značky SEAT. Nakonec, v září, byl představen model Altea XL na autosalonu v Paříži. Tato verze nabízela rodinám ještě více prostoru a praktičnosti.
- 2007: V roce 2007 bylo založeno oddělení SEAT Service, jehož úkolem je zajišťování kvality údržby a standardizace oprav na globální úrovni. V tomtéž roce podpořil SEAT evropské turné „Fijación Oral“ proslulé hudebnice Shakira a představil model Leon CUPRA „Pies Descalzos“ na mezinárodním autosalonu v Ženevě a současně předal dar nadaci „Pies Descalzos“, kterou vede kolumbijská zpěvačka ve své rodné zemi. SEAT otevřel centrum pro vývoj prototypů (PCD, specializované oddělení, které propojuje virtuální a fyzickou fázi vývoje prototypů nových modelů). SEAT otevřel v areálu závodu Martorell své vývojové centrum (SDC), jedno z nejmodernějších vývojových středisek na světě a zároveň výchozí bod pro realizaci pokrokové vize budoucnosti společnosti. V září způsobila rozruch na autosalonu ve Frankfurtu premiéra studie SEAT Tribu originálního sportovního a praktického koncepčního vozu. Současně debutoval první model SEAT Ibiza Ecomotive, jedno z nejekologičtějších vozidel na trhu. Ve stejném roce byl uveden model Altea Freetrack, první vůz SEAT, který kombinoval pohon všech kol, dobrodružného ducha a elegantní, městský styl.
- 2008: V roce 2008 byl na trh uveden nový SEAT Ibiza, nejdůležitější model značky. Po pětidveřové verzi následovaly modely Ibiza SC, Ibiza CUPRA a Ibiza Ecomotive. Nový SEAT Ibiza získal v testech bezpečnost Euroncap, pět hvězdiček, což je nejvyšší možný počet. Stal se tak jedním z nejbezpečnějších vozidel na trhu. V rámci reklamní kampaně dovezly tři soupravy Jewel Transport od dubna nový nový SEAT Ibiza do 20 měst v Evropě. Taktéž tam byl představen model Exeo, druhý cestovní automobil SEAT v segmentu D, na autosalonu v Paříži. SEAT Sport vstoupil do dějin a poprvé zvítězil v kategorii konstruktérů v mistrovství světa cestovních vozů (WTCC) se závodními vozy SEAT Leon TDI. Francouzský jezdec Yvan Muller získal titul mezi jezdci v posledním závodě sezony, který se konal v Číně.
- 2009: SEAT pokračoval v hledání nových způsobů, jak zajistit trvale udržitelnou mobilitu. V roce 2009 prezentoval projekt Leon Twin Drive Ecomotive, první prototyp hybridního vozidla, který se stal novým standardem z hlediska ochrany životního prostředí i sportovních výkonů. Autosalon v Ženevě, který se konal v březnu, posloužil k představení modelu Exeo ST a prototypu Leon Ecomotive. U příležitosti 25. výročí modelu SEAT Ibiza uvedla značka edici „25. výročí“ tohoto ikonického modelu. Na autosalonu v Barceloně byly představeny modely Ibiza Bocanegra, nový Leon Cupra a Ibiza FR, spolu s finální verzí modelu Exeo ST, a publikum je přijalo s nadšením. V červnu byl položen základní kámen k výstavbě karosárny pro nový model Audi Q3 a tento projekt položil základy i pro budoucí inovace automobilů SEAT. V září se konal autosalon ve Frankfurtu, který se stal místem světové premiéry studie IBZ Jednalo se o koncept rodinné verze modelu Ibiza. Ve Frankfurtu debutovaly také verze Ecomotive modelů Altea, Altea XL a Leon, poháněné mimořádně hospodárnými a ekologickými motory. V motoristickém sportu obhájil SEAT tituly mistra světa v závodech cestovních automobilů (WTCC) v hodnoceních jezdců i konstruktérů. Za volantem byl Gabriele Tarquini. SEAT byl také partnerem Evropské ligy UEFA.[48]

### Rok 2010 - současnost
- 2010: SEAT oslavil své 60. výročí a představil studii SEAT IBE s elektrickým pohonem. Na trh byly uvedeny ekologické verze s názvem E-Ecomotive. Nabídku doplnil nový model Ibiza ST a nová generace modelu SEAT Alhambra.
- 2011: Na autosalonu ve Frankfurtu představil SEAT studii SEAT IBL a částečnou modernizaci modelu Exeo. Na Autosalonu v Ženevě byla představena studie SEAT IBX a nový model Alhambra 4WD spolu s novou výbavovou linií COPA.

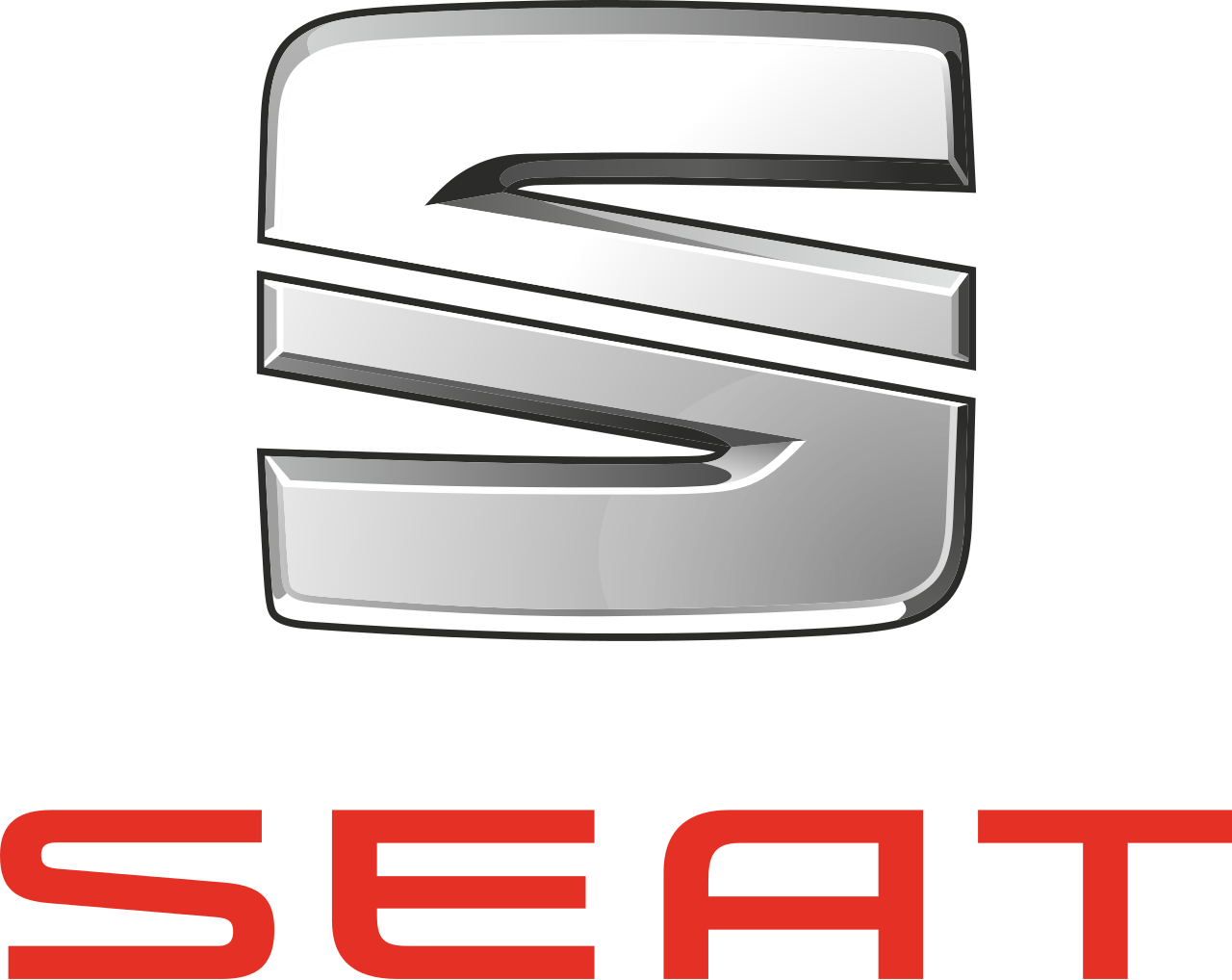
Logo společnosti od roku 2012

- 2012: Produktovou řadu doplnil model SEAT Mii. Na autosalonu v Ženevě byl představen nový slogan automobilky SEAT "Enjoyneering" ve volném překladu „technika pro radost“ spolu s modernizovaným modelem Ibiza. Na autosalonu v Paříži měla premiéru nová generace modelu SEAT Toledo. A nakonec byl uveden nový SEAT Leon s novým logem značky.
- 2013: Na autosalonu v Ženevě v březnu byly představeny nové modely Ibiza Cupra a modelová řada Leon byla doplněna o novou verzi SC s třídveřovou karoserií. Na autosalonu ve Frankfurtu byla vystavena rodinná verze modelu Leon – ST. V tomto roce byl zaveden stupeň výbavy I-Tech pro modely Altea, Altea XL, Ibiza a Leon. U jezera Wörthersee debutoval nový Leon Cup Racer, budoucí závodní vůz značky SEAT.
- 2014: Na autosalonu v Ženevě byl v březnu představen nový Leon Cupra, včetně varianty s paketem Performance, Leon ST 4Drive a Mii by MANGO. Na Severní smyčce Nürburgringu překonal Leon Cupra rekord pro vozidla s pohonem předních kol časem 7:58.4 minuty. Do prodeje byl uveden stupeň výbavy I-Tech pro modely Toledo, Mii a Alhambra. Všechny modely SEAT tak byly nabízeny i v této verzi. Model Ibiza oslavil 30. výročí novou speciální verzí s názvem 30 Aniversario, a byl představen nový SEAT Leon X-Perience.
- 2015: Technické centrum společnosti SEAT oslavilo 40. výročí. Na autosalonu v Ženevě byl představen Leon ST Cupra a prototyp velkého SUV #20v20, zatímco na autosalonu ve Frankfurtu oslavil premiéru Leon Cross Sport Concept. Na základě spolupráce se společností Samsung byla na trh uvedena nová edice modelů s názvem Connect, vybavená technologiemi pro mobilní zařízení. Modely Ibiza, Toledo a Alhambra obdržely drobná vylepšení, od nových kol přes bohatší výbavu až po drobné úpravy. Byla představena také výbavová linie  FR Line pro modely Mii, Toledo a Alhambra.
- 2016: Dne 10. února 2016 španělská značka oficiálně představila novinářům model SEAT Ateca, první SUV této značky. Veřejnosti byl představen na autosalonu v Ženevě. Výrobce oslavil 25. výročí modelu Toledo, 20. výročí modelu Alhambra a 20. výročí modelů Cupra.
- 2017: Dne 31. ledna 2017 byl představen nový model Ibiza, který byl později vystaven na autosalonu v Ženevě. V tomto roce byl také představen nový SEAT Arona na autosalonu ve Frankfurtu.

Aktuální logo společnosti SEAT

- 2018: Dne 31. ledna 2018 oznámila společnost SEAT, že Cupra již nebude pouhým označením pro sportovní verze, ale stane se novou prestižní značkou v rámci portfolia společnosti SEAT. Oficiální představení značky CUPRA se uskutečnilo 22. února a současně byl odhalen první model této značky Cupra Ateca, a prototyp CUPRA Ibiza, včetně nového exkluzivního loga pro vozy Cupra, které nahradilo logo SEAT. Představení značky CUPRA pokračovalo na autosalonu v Ženevě, kde byl vystaven prototyp Cupra e-Racer. V Číně vytvořil koncern Volkswagen společný podnik se společností JAC Motors a SEAT se v něm stal jedním z hlavních partnerů. SEAT vytvořil pro čínský trh novou značku SOL. Na autosalonu v Paříži byl představen nový model SEAT Tarraco s novým designérským stylem, který převezmou další budoucí modely značky SEAT.
- 2019: Na autosalonu v Ženevě se v březnu představily koncepční vozy SEAT el-Born, SEAT Minimó a Cupra Formentor, a taktéž speciální edice modelu CUPRA Ateca.